# Football League Championship 2015-16
La Football League Championship 2015/16, también llamada Sky Bet Championship por razones de patrocinio, es la décima segunda edición de la segunda división inglesa desde su fundación en 2004. Empezó el 8 de agosto de 2015 y el fixture fue anunciado el 17 de junio de 2015. Un total de 24 equipos disputarán la liga, incluyendo 18 equipos de la Football League Championship 2014/15, tres relegados de la Premier League 2014/15 y tres promovidos del Football League One 2014/15.

## Ascensos y descensos

### Ascensos
AFC Bournemouth aseguró el ascenso a la Premier League 2015/16 en la última jornada del 2 de mayo contra el Charlton Athletic Football Club y se coronó campeón de la Football League Championship 2014-15. Watford consiguió el ascenso el 25 de abril. Norwich City fue el tercer equipo que consiguió el ascenso tras ganar la final de los play-offs ante Middlesbrough
Bristol City consiguió el ascenso a la Championship el 14 de abril después de vencer a Bradford City por 6-0. Milton Keynes Dons aseguró el ascenso al Campeonato tras vencer a Yeovil Town 5-1 después de que el Preston North End ascendiera contra el Colchester United. 

### Descensos
Hull City, Burnley y Queens Park Rangers fueron los tres equipos que descendieron de la Premier League 2014/15. Burnley fue el primero en hacerlo. Si bien ganó 0-1 ante Hull City, descendió a causa de otros resultados. Queens Park Rangers le siguió tras caer 6-0 ante Manchester City. Hull City fue el último equipo en descender después de empatar 0-0 ante Manchester United en la última fecha.
Blackpool fue relegado el 6 de abril después de que Rotherham United ganó contra Brighton & Hove Albion. Rotherham United ganó contra el Reading Football Club el 28 de abril para enviar al Millwall y al Wigan Athletic a la League One. 
| Pos | a Premier League |
| --- | ---------------- |
| 1º  | Bournemouth      |
| 2º  | Watford          |
| 3°  | Norwich City     |

| Pos | a Football League Championship |
| --- | ------------------------------ |
| 18º | Hull City                      |
| 19º | Burnley                        |
| 20º | Queens Park Rangers            |

| Pos | a Football League Championship |
| --- | ------------------------------ |
| 1º  | Bristol City                   |
| 2º  | Milton Keynes Dons             |
| 3º  | Preston North End              |

| Pos | a League One   |
| --- | -------------- |
| 22º | Millwall       |
| 23º | Wigan Athletic |
| 24º | Blackpool      |

## Cuerpo técnico y uniformes
| Equipo                  | Entrenador              | Capitán          | Estadio              | Firma deportiva |
| ----------------------- | ----------------------- | ---------------- | -------------------- | --------------- |
| Birmingham City         | Gary Rowett             | Paul Robinson    | St Andrew's Stadium  | Carbrini        |
| Blackburn Rovers        | Paul Lambert            | Grant Hanley     | Ewood Park           | Nike            |
| Bolton Wanderers        | Neil Lennon             | Darren Pratley   | Estadio Macron       | Macron          |
| Brentford               | Dean Smith              | Jake Bidwell     | Griffin Park         | Adidas          |
| Brighton & Hove Albion  | Chris Hughton           | Gordon Greer     | Falmer Stadium       | Nike            |
| Bristol City            | Lee Johnson             | Aaron Wilbraham  | Ashton Gate Stadium  | Bristol Sport   |
| Burnley                 | Sean Dyche              | Tom Heaton       | Turf Moor            | Puma            |
| Cardiff City            | Rusell Slade            | David Marshall   | Cardiff City Stadium | Adidas          |
| Charlton Athletic       | José Riga               | Johnnie Jackson  | The Valley           | Nike            |
| Derby County            | Paul Clement            | Chris Baird      | Pride Park Stadium   | Umbro           |
| Fulham                  | Slaviša Jokanović       | Scott Parker     | Craven Cottage       | Adidas          |
| Huddersfield Town       | David Wagner            | Mark Hudson      | John Smith's Stadium | Puma            |
| Hull City               | Steve Bruce             | Curtis Davies    | KC Stadium           | Umbro           |
| Ipswich Town            | Mick McCarthy           | Luke Chambers    | Portman Road         | Mitre           |
| Leeds United            | Steve Evans             | Sol Bamba        | Elland Road          | Macron          |
| Middlesbrough           | Aitor Karanka           | Grant Leadbitter | Estadio de Riverside | Adidas          |
| Milton Keynes Dons      | Karl Robinson           | Dean Lewington   | Stadium MK           | Erreà           |
| Nottingham Forest       | Paul Williams           | Chris Cohen      | City Ground          | adidas          |
| Preston North End       | Simon Grayson           | Tom Clarke       | Deepdale             | Nike            |
| Queens Park Rangers     | Jimmy Floyd Hasselbaink | Nedum Onuoha     | Loftus Road          | Nike            |
| Reading                 | Brian McDermott         | Paul McShane     | Madejski Stadium     | Puma            |
| Rotherham United        | Neil Warnock            | Lee Frecklington | New York Stadium     | Puma            |
| Sheffield Wednesday     | Carlos Carvalhal        | Glenn Loovens    | Estadio Hillsborough | Sondico         |
| Wolverhampton Wanderers | Kenny Jackett           | Richard Stearman | Molineux Stadium     | Puma            |

### Cambios de entrenadores
| Equipo              | Entrenador (jornadas)                                                         |
| ------------------- | ----------------------------------------------------------------------------- |
| Brentford           | Marinus Dijkhuizen (1-9) Lee Carsley (10-18) Dean Smith (19-...)              |
| Rotherham United    | Steve Evans (1-9) Eric Black (10) Neil Redfearn (11-30) Neil Warnock (31-...) |
| Leeds United        | Uwe Rösler (1-11) Steve Evans (12-...)                                        |
| Charlton Athletic   | Guy Luzon (1-13) Karel Fraeye (14-26) José Riga (27-...)                      |
| Huddersfield Town   | Chris Powell (1-15) David Wagner (16-...)                                     |
| Queens Park Rangers | Chris Ramsey (1-15) Neil Warnock (16-19) Jimmy Floyd Hasselbaink (20-...)     |
| Fulham              | Kit Symons (1-16) Peter Grant (17-24) Slaviša Jokanović (25-...)              |
| Blackburn Rovers    | Gary Bowyer (1-16) Paul Lambert (17-...)                                      |
| Reading             | Steve Clarke (1-19) Martin Kuhl (20-21) Brian McDermott (22-...)              |
| Bristol City        | Steve Cotterill (1-26) John Pemberton (27-30) Lee Johnson (31-...)            |
| Derby County        | Paul Clement (1-30) Darren Wassall (31-...)                                   |
| Nottingham Forest   | Dougie Freedman (1-37) Paul Williams (38-...)                                 |
| Bolton Wanderers    | Neil Lennon (1-37)                                                            |

## Clasificación
Los dos primeros equipos de la clasificación ascienden directamente a la Premier League 2016/17, los clubes ubicados del tercer al sexto puesto disputan un playoff para determinar un tercer ascenso.
|  | Pos. | Equipo                  | PJ | PG | PE | PP | GF | GC | Dif. | Pts. |
|  | ---- | ----------------------- | -- | -- | -- | -- | -- | -- | ---- | ---- |
|  | 1.   | Burnley (C) (A)         | 46 | 26 | 15 | 5  | 72 | 35 | +37  | 93   |
|  | 2.   | Middlesbrough (A)       | 46 | 26 | 11 | 9  | 63 | 31 | +32  | 89   |
|  | 3.   | Brighton & Hove Albion  | 46 | 24 | 17 | 5  | 72 | 42 | +30  | 89   |
|  | 4.   | Hull City (A)           | 46 | 22 | 11 | 11 | 69 | 35 | +34  | 83   |
|  | 5.   | Derby County            | 46 | 21 | 15 | 10 | 66 | 43 | +23  | 78   |
|  | 6.   | Sheffield Wednesday     | 46 | 19 | 17 | 10 | 65 | 46 | +19  | 74   |
|  | 7.   | Ipswich Town            | 46 | 18 | 15 | 13 | 53 | 51 | +2   | 69   |
|  | 8.   | Cardiff City            | 46 | 17 | 17 | 12 | 57 | 50 | +7   | 68   |
|  | 9.   | Brentford               | 46 | 19 | 8  | 19 | 72 | 67 | +5   | 65   |
|  | 10.  | Birmingham City         | 46 | 16 | 15 | 15 | 53 | 49 | +4   | 63   |
|  | 11.  | Preston North End       | 46 | 15 | 17 | 13 | 45 | 45 | 0    | 62   |
|  | 12.  | Queens Park Rangers     | 46 | 14 | 18 | 14 | 54 | 54 | 0    | 60   |
|  | 13.  | Leeds United            | 46 | 14 | 17 | 15 | 50 | 58 | -8   | 59   |
|  | 14.  | Wolverhampton Wanderers | 46 | 14 | 16 | 16 | 53 | 58 | -5   | 58   |
|  | 15.  | Blackburn Rovers        | 46 | 13 | 16 | 17 | 46 | 46 | 0    | 55   |
|  | 16.  | Nottingham Forest       | 46 | 13 | 16 | 17 | 43 | 47 | -4   | 55   |
|  | 17.  | Reading                 | 46 | 13 | 13 | 20 | 52 | 59 | -7   | 52   |
|  | 18.  | Bristol City            | 46 | 13 | 13 | 20 | 54 | 71 | -17  | 52   |
|  | 19.  | Huddersfield Town       | 46 | 13 | 12 | 21 | 59 | 70 | -11  | 51   |
|  | 20.  | Fulham                  | 46 | 12 | 15 | 19 | 66 | 79 | -13  | 51   |
|  | 21.  | Rotherham United        | 46 | 13 | 10 | 23 | 53 | 71 | -18  | 49   |
|  | 22.  | Charlton Athletic (D)   | 46 | 9  | 13 | 24 | 40 | 80 | -40  | 40   |
|  | 23.  | Milton Keynes Dons (D)  | 46 | 9  | 12 | 25 | 39 | 69 | -30  | 39   |
|  | 24.  | Bolton Wanderers (D)    | 46 | 5  | 15 | 26 | 41 | 81 | -40  | 30   |

0
Pts. = Puntos; P. J. = Partidos jugados; G. = Partidos ganados; E. = Partidos empatados; P. = Partidos perdidos; G. F. = Goles a favor; G. C. = Goles en contra; Dif. = Diferencia de goles
(A) Ascendido 

(D) Descendido 

|  | Asciende a la Premier League            |
|  | Clasificado para el play-off de ascenso |
|  | Desciende a Football League One         |

### Evolución de las posiciones
| Equipo / Jornada | 1        | 2  | 3  | 4  | 5  | 6  | 7  | 8  | 9  | 10 | 11 | 12 | 13 | 14 | 15 | 16 | 17 | 18 | 19 | 20 | 21 | 22 | 23 | 24 | 25 | 26 | 27 | 28 | 29 | 30 | 31 | 32 | 33 | 34 | 35 | 36 | 37 | 38 | 39 | 40 | 41 | 42 | 43 | 44 | 45 | 46 |
| Equipo / Jornada |          |    |    |    |    |    |    |    |    |    |    |    |    |    |    |    |    |    |    |    |    |    |    |    |    |    |    |    |    |    |    |    |    |    |    |    |    |    |    |    |    |    |    |    |    |    |
| ---------------- | -------- | -- | -- | -- | -- | -- | -- | -- | -- | -- | -- | -- | -- | -- | -- | -- | -- | -- | -- | -- | -- | -- | -- | -- | -- | -- | -- | -- | -- | -- | -- | -- | -- | -- | -- | -- | -- | -- | -- | -- | -- | -- | -- | -- | -- | -- |
| Burnley          | 10       | 13 | 19 | 13 | 9  | 5  | 3  | 3  | 6  | 6  | 5  | 5  | 3  | 3  | 2  | 3  | 5  | 5  | 5  | 5  | 5  | 5  | 5  | 5  | 5  | 4  | 4  | 3  | 3  | 3  | 3  | 2  | 2  | 1  | 1  | 1  | 1  | 1  | 1  | 1  | 2  | 2  | 2  | 1  | 1  | 1  |
| Middlesbrough1   | 16       | 2  | 5  | 8  | 6  | 3  | 2  | 2  | 2  | 2  | 2  | 6  | 4  | 4  | 4  | 4  | 3  | 2  | 2  | 2  | 1  | 1  | 2  | 1  | 1  | 1  | 1  | 2  | 2  | 1  | 2  | 3  | 3  | 3  | 2  | 2  | 3  | 3  | 2  | 2  | 1  | 1  | 1  | 2  | 2  | 2  |
| Brighton         | 7        | 1  | 3  | 2  | 1  | 1  | 1  | 1  | 1  | 1  | 1  | 1  | 1  | 1  | 3  | 2  | 2  | 1  | 1  | 1  | 2  | 3  | 4  | 4  | 4  | 6  | 5  | 4  | 5  | 4  | 4  | 4  | 4  | 4  | 4  | 4  | 2  | 2  | 3  | 3  | 3  | 3  | 3  | 3  | 3  | 3  |
| Hull City        | 3        | 5  | 2  | 5  | 2  | 6  | 4  | 4  | 4  | 5  | 7  | 4  | 2  | 2  | 1  | 1  | 1  | 4  | 4  | 3  | 4  | 4  | 3  | 3  | 3  | 2  | 2  | 1  | 1  | 2  | 1  | 1  | 1  | 2  | 3  | 3  | 4  | 4  | 4  | 4  | 4  | 4  | 4  | 4  | 4  | 4  |
| Derby County     | 15       | 15 | 16 | 16 | 19 | 14 | 10 | 11 | 8  | 7  | 6  | 7  | 5  | 5  | 5  | 5  | 4  | 3  | 3  | 4  | 3  | 2  | 1  | 2  | 2  | 3  | 3  | 5  | 4  | 5  | 6  | 5  | 5  | 5  | 5  | 5  | 5  | 5  | 6  | 6  | 5  | 5  | 5  | 5  | 5  | 5  |
| Sheffield        | 4        | 11 | 10 | 10 | 15 | 19 | 18 | 14 | 11 | 10 | 9  | 9  | 9  | 8  | 8  | 9  | 8  | 8  | 7  | 8  | 9  | 7  | 7  | 7  | 7  | 7  | 6  | 6  | 7  | 6  | 5  | 6  | 6  | 6  | 7  | 7  | 7  | 6  | 5  | 5  | 6  | 6  | 6  | 6  | 6  | 6  |
| Ipswich Town     | 9        | 7  | 1  | 1  | 3  | 8  | 5  | 5  | 7  | 12 | 10 | 11 | 13 | 14 | 10 | 10 | 10 | 7  | 9  | 6  | 6  | 6  | 6  | 6  | 6  | 5  | 7  | 8  | 6  | 7  | 9  | 9  | 10 | 9  | 9  | 8  | 8  | 8  | 8  | 8  | 8  | 8  | 8  | 8  | 8  | 7  |
| Cardiff City     | 11       | 14 | 14 | 7  | 5  | 2  | 6  | 8  | 5  | 8  | 8  | 8  | 8  | 9  | 9  | 7  | 9  | 10 | 6  | 7  | 7  | 9  | 8  | 10 | 9  | 9  | 9  | 9  | 9  | 9  | 8  | 7  | 8  | 7  | 6  | 6  | 6  | 7  | 7  | 7  | 7  | 7  | 7  | 7  | 7  | 8  |
| Brentford        | [ n. 1 ] | 8  | 3  | 8  | 14 | 18 | 18 | 21 | 17 | 19 | 20 | 19 | 15 | 12 | 11 | 12 | 11 | 11 | 10 | 10 | 10 | 10 | 9  | 8  | 10 | 11 | 11 | 10 | 10 | 12 | 13 | 14 | 11 | 14 | 14 | 17 | 17 | 18 | 17 | 14 | 13 | 13 | 13 | 10 | 10 | 9  |
| Birmingham       | 5        | 6  | 9  | 9  | 7  | 4  | 7  | 7  | 9  | 4  | 4  | 2  | 6  | 6  | 6  | 6  | 6  | 6  | 8  | 9  | 8  | 8  | 10 | 9  | 8  | 8  | 8  | 7  | 8  | 8  | 7  | 8  | 7  | 8  | 8  | 9  | 9  | 9  | 9  | 9  | 9  | 9  | 9  | 9  | 9  | 10 |
| Preston          | 17       | 9  | 7  | 12 | 17 | 20 | 19 | 22 | 23 | 23 | 22 | 19 | 19 | 18 | 16 | 17 | 17 | 18 | 18 | 15 | 15 | 16 | 17 | 17 | 15 | 13 | 13 | 15 | 14 | 14 | 11 | 10 | 9  | 10 | 10 | 10 | 10 | 10 | 10 | 10 | 10 | 10 | 10 | 11 | 11 | 11 |
| QPR              | 23       | 20 | 13 | 6  | 4  | 7  | 8  | 9  | 12 | 11 | 12 | 10 | 10 | 12 | 13 | 13 | 14 | 12 | 12 | 13 | 12 | 12 | 14 | 15 | 16 | 17 | 15 | 14 | 13 | 13 | 14 | 12 | 13 | 13 | 12 | 11 | 11 | 11 | 11 | 11 | 11 | 11 | 12 | 13 | 13 | 12 |
| Leeds United     | 13       | 16 | 15 | 15 | 10 | 12 | 14 | 10 | 14 | 16 | 18 | 18 | 17 | 19 | 17 | 15 | 16 | 17 | 17 | 18 | 14 | 13 | 12 | 12 | 13 | 15 | 17 | 16 | 15 | 16 | 16 | 17 | 17 | 17 | 16 | 15 | 12 | 13 | 14 | 15 | 15 | 12 | 11 | 12 | 12 | 13 |
| Wolverhampton    | [ n. 2 ] | 6  | 8  | 11 | 17 | 12 | 16 | 15 | 18 | 16 | 9  | 11 | 12 | 14 | 13 | 14 | 14 | 14 | 14 | 14 | 17 | 17 | 16 | 11 | 11 | 10 | 10 | 12 | 12 | 11 | 12 | 13 | 15 | 13 | 13 | 12 | 13 | 12 | 12 | 12 | 12 | 14 | 14 | 14 | 14 | 14 |
| Blackburn1       | 18       | 17 | 17 | 22 | 21 | 22 | 23 | 19 | 18 | 15 | 15 | 17 | 18 | 15 | 15 | 16 | 13 | 14 | 13 | 11 | 11 | 14 | 15 | 16 | 17 | 18 | 18 | 18 | 18 | 18 | 19 | 19 | 19 | 18 | 17 | 16 | 16 | 14 | 15 | 16 | 16 | 18 | 17 | 18 | 15 | 15 |
| Nottingham       | 20       | 12 | 12 | 11 | 16 | 13 | 9  | 12 | 10 | 14 | 14 | 16 | 16 | 17 | 19 | 18 | 18 | 16 | 15 | 16 | 16 | 15 | 13 | 14 | 14 | 14 | 12 | 11 | 11 | 10 | 10 | 11 | 12 | 15 | 15 | 13 | 14 | 15 | 16 | 17 | 20 | 19 | 18 | 17 | 17 | 16 |
| Reading          | 19       | 19 | 18 | 19 | 13 | 9  | 11 | 6  | 3  | 3  | 3  | 3  | 7  | 7  | 7  | 8  | 7  | 9  | 11 | 12 | 13 | 11 | 11 | 13 | 12 | 12 | 14 | 13 | 16 | 15 | 15 | 16 | 14 | 12 | 11 | 14 | 15 | 17 | 13 | 13 | 14 | 15 | 15 | 15 | 16 | 17 |
| Bristol City     | 21       | 23 | 22 | 18 | 20 | 21 | 22 | 23 | 24 | 24 | 21 | 21 | 20 | 21 | 21 | 20 | 19 | 20 | 21 | 19 | 21 | 20 | 22 | 22 | 22 | 22 | 22 | 22 | 22 | 21 | 21 | 20 | 20 | 19 | 20 | 20 | 19 | 19 | 19 | 20 | 18 | 17 | 21 | 20 | 18 | 18 |
| Huddersfield     | 22       | 21 | 20 | 20 | 22 | 23 | 20 | 13 | 15 | 18 | 17 | 14 | 15 | 16 | 18 | 19 | 21 | 22 | 19 | 20 | 19 | 19 | 19 | 19 | 18 | 16 | 16 | 17 | 17 | 17 | 17 | 15 | 16 | 16 | 18 | 18 | 18 | 16 | 17 | 18 | 19 | 16 | 16 | 16 | 19 | 19 |
| Fulham           | 12       | 18 | 21 | 21 | 14 | 11 | 13 | 16 | 13 | 13 | 13 | 13 | 11 | 10 | 11 | 12 | 12 | 13 | 16 | 17 | 18 | 18 | 18 | 18 | 19 | 19 | 19 | 19 | 19 | 19 | 18 | 18 | 18 | 20 | 19 | 19 | 20 | 21 | 21 | 19 | 17 | 20 | 19 | 21 | 21 | 20 |
| Rotherham        | 24       | 24 | 23 | 24 | 24 | 24 | 24 | 24 | 20 | 21 | 23 | 23 | 23 | 24 | 24 | 24 | 23 | 23 | 23 | 23 | 23 | 22 | 21 | 21 | 21 | 20 | 21 | 21 | 21 | 22 | 22 | 22 | 22 | 22 | 22 | 22 | 22 | 20 | 20 | 21 | 21 | 21 | 20 | 19 | 20 | 21 |
| Charlton         | 2        | 4  | 6  | 3  | 8  | 10 | 12 | 15 | 17 | 17 | 20 | 22 | 22 | 23 | 23 | 22 | 20 | 21 | 22 | 21 | 22 | 23 | 23 | 23 | 23 | 23 | 23 | 23 | 23 | 24 | 24 | 24 | 24 | 24 | 23 | 23 | 23 | 23 | 23 | 23 | 23 | 23 | 23 | 23 | 22 | 22 |
| Milton KD        | 1        | 10 | 4  | 4  | 11 | 15 | 16 | 20 | 22 | 19 | 16 | 20 | 21 | 20 | 20 | 21 | 22 | 19 | 20 | 22 | 20 | 21 | 20 | 20 | 20 | 21 | 20 | 20 | 20 | 20 | 20 | 21 | 21 | 21 | 21 | 21 | 21 | 22 | 22 | 22 | 22 | 22 | 22 | 22 | 23 | 23 |
| Bolton           | 14       | 22 | 24 | 23 | 23 | 17 | 17 | 21 | 21 | 22 | 24 | 24 | 24 | 22 | 22 | 23 | 24 | 24 | 24 | 24 | 24 | 24 | 24 | 24 | 24 | 24 | 24 | 24 | 24 | 23 | 23 | 23 | 23 | 23 | 24 | 24 | 24 | 24 | 24 | 24 | 24 | 24 | 24 | 24 | 24 | 24 |

| 1. 2. |

Notas:

## Resultados
- Los horarios corresponden al huso horario del Reino Unido (Hora de Europa Occidental): UTC+0 en horario estándar y UTC+1 en horario de verano

### Primera vuelta
| Brighton & Hove Albion | 1 - 0                                                           | Nottingham Forest       | Falmer Stadium       | 7 de agosto | 20:45 |
| Cardiff City           | 1 - 1                                                           | Fulham                  | Cardiff City Stadium | 8 de agosto | 13:00 |
| Leeds United           | 1 - 1                                                           | Burnley                 | Elland Road          | 8 de agosto | 13:30 |
| Birmingham City        | 2 - 1                                                           | Reading                 | St Andrew's Stadium  | 8 de agosto | 16:00 |
| Rotherham United       | 1 - 4                                                           | Milton Keynes Dons      | New York Stadium     | 8 de agosto | 16:00 |
| Hull City              | 2 - 0                                                           | Huddersfield Town       | KC Stadium           | 8 de agosto | 16:00 |
| Charlton Athletic      | 2 - 0                                                           | Queens Park Rangers     | The Valley Stadium   | 8 de agosto | 16:00 |
| Brentford              | 2 - 2                                                           | Ipswich Town            | Griffin Park         | 8 de agosto | 16:00 |
| Bolton Wanderers       | 0 - 0                                                           | Derby County            | Estadio Macron       | 8 de agosto | 16:00 |
| Blackburn Rovers       | 1 - 2 Archivado el 24 de septiembre de 2015 en Wayback Machine. | Wolverhampton Wanderers | Ewood Park           | 8 de agosto | 16:00 |
| Sheffield Wednesday    | 2 - 0                                                           | Bristol City            | Estadio Hillsborough | 8 de agosto | 16:00 |
| Preston North End      | 0 - 0                                                           | Middlesbrough           | Deepdale             | 9 de agosto | 13:00 |

| Burnley                 | 2 - 2                                                           | Birmingham City        | Turf Moor            | 15 de agosto | 13:30 |
| Bristol City            | 2 - 4                                                           | Brentford              | Estadio Ashton Gate  | 15 de agosto | 16:00 |
| Nottingham Forest       | 2 - 1                                                           | Rotherham United       | City Ground          | 15 de agosto | 16:00 |
| Milton Keynes Dons      | 0 - 1 Archivado el 24 de septiembre de 2015 en Wayback Machine. | Preston North End      | Stadium MK           | 15 de agosto | 16:00 |
| Middlesbrough           | 3 - 0                                                           | Bolton Wanderers       | Estadio de Riverside | 15 de agosto | 16:00 |
| Ipswich Town            | 2 - 1                                                           | Sheffield Wednesday    | Portman Road         | 15 de agosto | 16:00 |
| Huddersfield Town       | 1 - 1                                                           | Blackburn Rovers       | John Smith's Stadium | 15 de agosto | 16:00 |
| Fulham                  | 1 - 2                                                           | Brighton & Hove Albion | Craven Cottage       | 15 de agosto | 16:00 |
| Derby County            | 1 - 1                                                           | Charlton Athletic      | Pride Park Stadium   | 15 de agosto | 16:00 |
| Queens Park Rangers     | 2 - 2                                                           | Cardiff City           | Loftus Road          | 15 de agosto | 18:15 |
| Wolverhampton Wanderers | 1 - 1 Archivado el 24 de septiembre de 2015 en Wayback Machine. | Hull City              | Molineux Stadium     | 16 de agosto | 13:00 |
| Reading                 | 0 - 0                                                           | Leeds United           | Madejski Stadium     | 16 de agosto | 16:00 |

| Blackburn Rovers        | 1 - 1                                                           | Cardiff City           | Ewood Park           | 18 de agosto     | 19:45       |
| Rotherham United        | 0 - 0                                                           | Preston North End      | New York Stadium     | 18 de agosto     | 19:45       |
| Nottingham Forest       | 0 - 0                                                           | Charlton Athletic      | City Ground          | 18 de agosto     | 19:45       |
| Milton Keynes Dons      | 1 - 0                                                           | Bolton Wanderers       | Stadium MK           | 18 de agosto     | 19:45       |
| Ipswich Town            | 2 - 0                                                           | Burnley                | Portman Road         | 18 de agosto     | 19:45       |
| Huddersfield Town       | 1 - 1                                                           | Brighton & Hove Albion | John Smith's Stadium | 18 de agosto     | 19:45       |
| Derby County            | 1 - 1                                                           | Middlesbrough          | Pride Park Stadium   | 18 de agosto     | 19:45       |
| Hull City               | 2 - 1                                                           | Fulham                 | KC Stadium           | 19 de agosto     | 19:45       |
| Bristol City            | 2 - 2                                                           | Leeds United           | Estadio Ashton Gate  | 19 de agosto     | 19:45       |
| Sheffield Wednesday     | 1 - 1                                                           | Reading                | Estadio Hillsborough | 19 de agosto     | 19:45       |
| Wolverhampton Wanderers | 2 - 3 Archivado el 24 de septiembre de 2015 en Wayback Machine. | Queens Park Rangers    | Molineux Stadium     | 19 de agosto     | 19:45       |
| Brentford               | 0 - 2                                                           | Birmingham City        | Griffin Park         | 29 de septiembre | A confirmar |

| Birmingham City        | 1 - 1                                                           | Derby County            | St Andrew's Stadium  | 21 de agosto | 19:45 |
| Leeds United           | 1 - 1                                                           | Sheffield Wednesday     | Elland Road          | 22 de agosto | 12:30 |
| Queens Park Rangers    | 4 - 2                                                           | Rotherham United        | Loftus Road          | 22 de agosto | 15:00 |
| Preston North End      | 1 - 2                                                           | Ipswich Town            | Deepdale             | 22 de agosto | 15:00 |
| Middlesbrough          | 0 - 1                                                           | Bristol City            | Estadio de Riverside | 22 de agosto | 15:00 |
| Fulham                 | 1 - 1                                                           | Huddersfield            | Craven Cottage       | 22 de agosto | 15:00 |
| Charlton Athletic      | 2 - 1                                                           | Hull City               | The Valley Stadium   | 22 de agosto | 15:00 |
| Burnley                | 1 - 0                                                           | Brentford               | Turf Moor            | 22 de agosto | 15:00 |
| Brighton & Hove Albion | 1 - 0 Archivado el 24 de septiembre de 2015 en Wayback Machine. | Blackburn Rovers        | Falmer Stadium       | 22 de agosto | 15:00 |
| Bolton Wanderers       | 1 - 1                                                           | Nottingham Forest       | Estadio Macron       | 22 de agosto | 15:00 |
| Reading                | 0 - 0                                                           | Milton Keynes Dons      | Madejski Stadium     | 22 de agosto | 15:00 |
| Cardiff City           | 2 - 0                                                           | Wolverhampton Wanderers | Cardiff City Stadium | 22 de agosto | 13:15 |

| Blackburn Rovers        | 0 - 0                                                           | Bolton Wanderers       | Ewood Park           | 28 de agosto | 19:45 |
| Derby County            | 1 - 2                                                           | Leeds United           | Pride Park Stadium   | 29 de agosto | 12:05 |
| Sheffield Wednesday     | 1 - 3                                                           | Middlesbrough          | Estadio Hillsborough | 29 de agosto | 15:00 |
| Rotherham United        | 1 - 3 Archivado el 24 de septiembre de 2015 en Wayback Machine. | Fulham                 | New York Stadium     | 29 de agosto | 15:00 |
| Nottingham Forest       | 1 - 2                                                           | Cardiff City           | City Ground          | 29 de agosto | 15:00 |
| Milton Keynes Dons      | 0 - 2 Archivado el 24 de septiembre de 2015 en Wayback Machine. | Birmingham City        | Stadium MK           | 29 de agosto | 15:00 |
| Ipswich Town            | 2 - 3 Archivado el 24 de septiembre de 2015 en Wayback Machine. | Brighton & Hove Albion | Portman Road         | 29 de agosto | 15:00 |
| Hull City               | 2 - 0                                                           | Preston North End      | KC Stadium           | 29 de agosto | 15:00 |
| Huddersfield Town       | 0 - 1                                                           | Queens Park Rangers    | John Smith's Stadium | 29 de agosto | 15:00 |
| Bristol City            | 1 - 2                                                           | Burnley                | Estadio Ashton Gate  | 29 de agosto | 15:00 |
| Brentford               | 1 - 3                                                           | Reading                | Griffin Park         | 29 de agosto | 15:00 |
| Wolverhampton Wanderers | 2 - 1 Archivado el 24 de septiembre de 2015 en Wayback Machine. | Charlton Athletic      | Molineux Stadium     | 29 de agosto | 15:00 |

| Reading                | 5 - 1                                                      | Ipswich Town            | Madejski Stadium     | 11 de septiembre | 20:00 |
| Queens Park Rangers    | 1 - 2                                                      | Nottingham Forest       | Loftus Road          | 12 de septiembre | 12:30 |
| Preston North End      | 1 - 2                                                      | Derby County            | Deepdale             | 12 de septiembre | 15:00 |
| Middlesbrough          | 2 - 0 Archivado el 10 de julio de 2019 en Wayback Machine. | Milton Keynes Dons      | Estadio de Riverside | 12 de septiembre | 15:00 |
| Leeds United           | 1 - 1                                                      | Brentford               | Elland Road          | 12 de septiembre | 15:00 |
| Birmingham City        | 4 - 2                                                      | Bristol City            | St Andrew's Stadium  | 12 de septiembre | 15:00 |
| Charlton Athletic      | 1 - 1                                                      | Rotherham United        | The Valley Stadium   | 12 de septiembre | 15:00 |
| Cardiff City           | 2 - 0                                                      | Huddersfield Town       | Cardiff City Stadium | 12 de septiembre | 15:00 |
| Burnley                | 3 - 1 Archivado el 6 de marzo de 2016 en Wayback Machine.  | Sheffield Wednesday     | Turf Moor            | 12 de septiembre | 15:00 |
| Brighton & Hove Albion | 1 - 0 Archivado el 5 de marzo de 2016 en Wayback Machine.  | Hull City               | Falmer Stadium       | 12 de septiembre | 15:00 |
| Bolton Wanderers       | 2 - 1 Archivado el 5 de marzo de 2016 en Wayback Machine.  | Wolverhampton Wanderers | Estadio Macron       | 12 de septiembre | 15:00 |
| Fulham                 | 2 - 1                                                      | Blackburn Rovers        | Craven Cottage       | 13 de septiembre | 12:00 |

| Birmingham City        | 0 - 1                                                     | Nottingham Forest       | St Andrew's Stadium  | 15 de septiembre | 19:45       |
| Preston North End      | 1 - 1                                                     | Bristol City            | Deepdale             | 15 de septiembre | 19:45       |
| Middlesbrough          | 3 - 1                                                     | Brentford               | Estadio de Riverside | 15 de septiembre | 19:45       |
| Leeds United           | 0 - 1                                                     | Ipswich Town            | Elland Road          | 15 de septiembre | 19:45       |
| Charlton Athletic      | 1 - 2                                                     | Huddersfield Town       | The Valley Stadium   | 15 de septiembre | 19:45       |
| Cardiff City           | 0 - 2                                                     | Hull City               | Cardiff City Stadium | 15 de septiembre | 19:45       |
| Burnley                | 2 - 1                                                     | Milton Keynes Dons      | Turf Moor            | 15 de septiembre | 19:45       |
| Brighton & Hove Albion | 2 - 1 Archivado el 5 de marzo de 2016 en Wayback Machine. | Rotherham United        | Falmer Stadium       | 15 de septiembre | 19:45       |
| Bolton Wanderers       | 0 - 0                                                     | Sheffield Wednesday     | Estadio Macron       | 15 de septiembre | 20:00       |
| Reading                | 0 - 1                                                     | Derby County            | Madejski Stadium     | 15 de septiembre | 20:00       |
| Queens Park Rangers    | 2 - 2                                                     | Blackburn Rovers        | Loftus Road          | 16 de septiembre | 19:45       |
| Fulham                 | 0 - 3                                                     | Wolverhampton Wanderers | Craven Cottage       | 29 de septiembre | A confirmar |

| Ipswich Town            | 1 - 1                                                     | Birmingham City        | Portman Road         | 18 de septiembre | 19:15 |
| Nottingham Forest       | 1 - 2                                                     | Middlesbrough          | City Ground          | 19 de septiembre | 12:30 |
| Sheffield Wednesday     | 3 - 2                                                     | Fulham                 | Estadio Hillsborough | 19 de septiembre | 15:00 |
| Rotherham United        | 2 - 1                                                     | Cardiff City           | New York Stadium     | 19 de septiembre | 15:00 |
| Milton Keynes Dons      | 1 - 2 Archivado el 5 de marzo de 2016 en Wayback Machine. | Leeds United           | Stadium MK           | 19 de septiembre | 15:00 |
| Blackburn Rovers        | 3 - 0                                                     | Charlton Athletic      | Ewood Park           | 19 de septiembre | 15:00 |
| Hull City               | 1 - 1                                                     | Queens Park Rangers    | KC Stadium           | 19 de septiembre | 15:00 |
| Huddersfield Town       | 4 - 1 Archivado el 5 de marzo de 2016 en Wayback Machine. | Bolton Wanderers       | John Smith's Stadium | 19 de septiembre | 15:00 |
| Bristol City            | 0 - 2                                                     | Reading                | Estadio Ashton Gate  | 19 de septiembre | 15:00 |
| Brentford               | 2 - 1                                                     | Preston North End      | Griffin Park         | 19 de septiembre | 15:00 |
| Wolverhampton Wanderers | 0 - 0                                                     | Brighton & Hove Albion | Molineux Stadium     | 19 de septiembre | 15:00 |
| Derby County            | 0 - 0 Archivado el 5 de marzo de 2016 en Wayback Machine. | Burnley                | Pride Park Stadium   | 21 de septiembre | 19:45 |

| Huddersfield Town  | 1 - 1                                                           | Nottingham Forest       | John Smith's Stadium | 24 de septiembre | 19:45 |
| Fulham             | 4 - 0                                                           | Queens Park Rangers     | Craven Cottage       | 25 de septiembre | 19:45 |
| Milton Keynes Dons | 1 - 3                                                           | Derby County            | Stadium MK           | 26 de septiembre | 12:30 |
| Ipswich Town       | 2 - 2                                                           | Bristol City            | Portman Road         | 26 de septiembre | 15:00 |
| Hull City          | 1 - 1                                                           | Blackburn Rovers        | KC Stadium           | 26 de septiembre | 15:00 |
| Birmingham City    | 0 - 2                                                           | Rotherham United        | St Andrew's Stadium  | 26 de septiembre | 15:00 |
| Cardiff City       | 2 - 1                                                           | Charlton Athletic       | Cardiff City Stadium | 26 de septiembre | 15:00 |
| Burnley            | 1 - 2                                                           | Reading                 | Turf Moor            | 26 de septiembre | 15:00 |
| Brentford          | 1 - 2                                                           | Sheffield Wednesday     | Griffin Park         | 26 de septiembre | 15:00 |
| Bolton Wanderers   | 2 - 2 Archivado el 25 de septiembre de 2015 en Wayback Machine. | Brighton & Hove Albion  | Estadio Macron       | 26 de septiembre | 15:00 |
| Preston North End  | 1 - 1 Archivado el 25 de septiembre de 2015 en Wayback Machine. | Wolverhampton Wanderers | Deepdale             | 26 de septiembre | 15:00 |
| Middlesbrough      | 3 - 0                                                           | Leeds United            | Estadio de Riverside | 27 de septiembre | 13:15 |

| Rotherham United        | 1 - 2 | Burnley            | New York Stadium     | 2 de octubre | 19:45 |
| Wolverhampton Wanderers | 3 - 0 | Huddersfield Town  | Molineux Stadium     | 3 de octubre | 12:30 |
| Sheffield Wednesday     | 3 - 1 | Preston North End  | Estadio Hillsborough | 3 de octubre | 15:00 |
| Reading                 | 2 - 0 | Middlesbrough      | Madejski Stadium     | 3 de octubre | 15:00 |
| Queens Park Rangers     | 4 - 3 | Bolton Wanderers   | Loftus Road          | 3 de octubre | 15:00 |
| Nottingham Forest       | 0 - 1 | Hull City          | City Ground          | 3 de octubre | 15:00 |
| Leeds United            | 0 - 2 | Birmingham City    | Elland Road          | 3 de octubre | 15:00 |
| Derby County            | 2 - 0 | Brentford          | Pride Park Stadium   | 3 de octubre | 15:00 |
| Bristol City            | 1 - 1 | Milton Keynes Dons | Estadio Ashton Gate  | 3 de octubre | 15:00 |
| Brighton & Hove Albion  | 1 - 1 | Cardiff City       | Falmer Stadium       | 3 de octubre | 15:00 |
| Blackburn Rovers        | 2 - 0 | Ipswich Town       | Ewood Park           | 3 de octubre | 15:00 |
| Charlton Athletic       | 2 - 2 | Fulham             | The Valley Stadium   | 4 de octubre | 12:00 |

| Bristol City        | 2 - 0                                                     | Nottingham Forest       | Ashton Gate Stadium  | 16 de octubre | 19:45 |
| Sheffield Wednesday | 1 – 1                                                     | Hull City               | Estadio Hillsborough | 17 de octubre | 12:30 |
| Reading             | 1 - 0                                                     | Charlton                | Madejski Stadium     | 17 de octubre | 15:00 |
| Preston North End   | 0 - 0                                                     | Cardiff                 | Madejski Stadium     | 17 de octubre | 15:00 |
| Milton Keynes Dons  | 0 - 1 Archivado el 5 de marzo de 2016 en Wayback Machine. | Blackburn               | Stadium MK           | 17 de octubre | 15:00 |
| Middlesbrough       | 0 - 0                                                     | Fulham                  | Estadio de Riverside | 17 de octubre | 15:00 |
| Leeds United        | 1 - 2                                                     | Brighton & Hove Albion  | Elland Road          | 17 de octubre | 15:00 |
| Ipswich Town        | 0 - 0                                                     | Huddersfield Town       | Portman Road         | 17 de octubre | 15:00 |
| Burnley             | 2 - 0 Archivado el 5 de marzo de 2016 en Wayback Machine. | Bolton                  | Turf Moor            | 17 de octubre | 15:00 |
| Brentford           | 2 - 1                                                     | Rotherham United        | Griffin Park         | 17 de octubre | 15:00 |
| Birminghan          | 2 - 1                                                     | QPR                     | St Andrew's Stadium  | 17 de octubre | 15:00 |
| Derby County        | 4 - 2                                                     | Wolverhampton Wanderers | Pride Park Stadium   | 18 de octubre | 13:15 |

| Brighton & Hove Albion | 2 - 1 Archivado el 20 de octubre de 2015 en Wayback Machine. | Bristol City        | Falmer Stadium       | 20 de octubre | 20:45 |
| Cardiff City           | 1 – 0                                                        | Middlesbrough       | Cardiff City Stadium | 20 de octubre | 20:45 |
| Charlton               | 0 - 4                                                        | Preston North End   | The Valley           | 20 de octubre | 20:45 |
| Huddersfield Town      | 2 - 0 Archivado el 20 de octubre de 2015 en Wayback Machine. | Milton Keynes Dons  | John Smith's Stadium | 20 de octubre | 20:45 |
| Hull City              | 3 - 0                                                        | Ipswich Town        | KC Stadium           | 20 de octubre | 20:45 |
| Nottingham Forest      | 1 - 1                                                        | Burnley             | City Ground          | 20 de octubre | 20:45 |
| Queens Park Rangers    | 0 - 0                                                        | Sheffield Wednesday | Loftus Road          | 20 de octubre | 20:45 |
| Rotherham United       | 1 - 1                                                        | Reading             | New York Stadium     | 20 de octubre | 20:45 |
| Bolton                 | 0 – 1                                                        | Birmingham City     | Macron Stadium       | 20 de octubre | 21:00 |
| Blackburn Rovers       | 0 - 0                                                        | Derby County        | Ewood Park           | 21 de octubre | 20:45 |
| Fulham                 | 1 - 1                                                        | Leeds United        | Craven Cottage       | 21 de octubre | 20:45 |
| Wolverhampton          | 0 - 2                                                        | Brentford           | Molineux Stadium     | 21 de octubre | 20:45 |

| Rotherham United       | 1 - 2                                                          | Sheffield Wednesday | New York Stadium     | 23 de octubre | 20:45 |
| Blackburn Rovers       | 0 – 1                                                          | Burnley             | Ewood Park           | 24 de octubre | 13:30 |
| Fulham                 | 4 - 2                                                          | Reading             | Craven Cottage       | 24 de octubre | 14:30 |
| Bolton Wanderers       | 1 - 1                                                          | Leeds United        | Macron Stadium       | 24 de octubre | 16:00 |
| Brighton & Hove Albion | 0 - 0 Archivado el 17 de noviembre de 2015 en Wayback Machine. | Preston North End   | Falmer Stadium       | 24 de octubre | 16:00 |
| Charlton Athletic      | 0 - 3                                                          | Brentford           | The Valley           | 24 de octubre | 16:00 |
| Huddersfield Town      | 1 - 2                                                          | Derby County        | John Smith's Stadium | 24 de octubre | 16:00 |
| Hull City              | 2 - 0                                                          | Birminghan City     | KC Stadium           | 24 de octubre | 16:00 |
| Nottingham Forest      | 1 - 1                                                          | Ipswich Town        | City Ground          | 24 de octubre | 16:00 |
| Queens Park Rangers    | 3 - 0 Archivado el 17 de noviembre de 2015 en Wayback Machine. | Milton Keynes Dons  | Loftus Road          | 24 de octubre | 16:00 |
| Wolverhampton          | 1 – 3 Archivado el 17 de noviembre de 2015 en Wayback Machine. | Middlesbrough       | Molineux Stadium     | 24 de octubre | 16:00 |
| Cardiff City           | 0 - 0                                                          | Bristol City        | Cardiff City Stadium | 26 de octubre | 20:45 |

| Leeds United        | 0 - 2                                                          | Blackburn Rovers    | Elland Road          | 29 de octubre | 20:45 |
| Brentford           | 1 – 0                                                          | Queens Park Rangers | Griffin Park         | 30 de octubre | 20:45 |
| Birminghan City     | 0 - 2 Archivado el 17 de noviembre de 2015 en Wayback Machine. | Wolverhampton       | St Andrew's Stadium  | 31 de octubre | 13:30 |
| Bristol City        | 1 - 4                                                          | Fulham              | Ashton Gate Stadium  | 31 de octubre | 16:00 |
| Burnley             | 2 - 1                                                          | Huddersfield Town   | Turf Moor            | 31 de octubre | 16:00 |
| Derby County        | 3 - 0                                                          | Rotherham United    | Pride Park Stadium   | 31 de octubre | 16:00 |
| Ipswich Town        | 0 - 0                                                          | Cardiff City        | Portman Road         | 31 de octubre | 16:00 |
| Middlesbrough       | 3 - 0                                                          | Charlton Athletic   | Estadio de Riverside | 31 de octubre | 16:00 |
| Milton Keynes Dons  | 0 - 2                                                          | Hull City           | Stadium MK           | 31 de octubre | 16:00 |
| Reading             | 1 - 1                                                          | Brighton            | Madejski Stadium     | 31 de octubre | 16:00 |
| Sheffield Wednesday | 1 – 0                                                          | Nottingham Forest   | Estadio Hillsborough | 31 de octubre | 16:00 |
| Preston North End   | 0 - 0                                                          | Bolton              | Deepdale             | 31 de octubre | 19:00 |

| Sheffield Wednesday | 0 - 0 Archivado el 4 de noviembre de 2015 en Wayback Machine. | Brighton            | Estadio Hillsborough | 3 de noviembre | 20:45 |
| Preston North End   | 1 – 0                                                         | Nottingham Forest   | Deepdale             | 3 de noviembre | 20:45 |
| Milton Keynes Dons  | 1 - 0                                                         | Charlton            | Stadium MK           | 3 de noviembre | 20:45 |
| Middlesbrough       | 1 - 0                                                         | Rotherham United    | Estadio de Riverside | 3 de noviembre | 20:45 |
| Leeds United        | 1 - 0                                                         | Cardiff City        | Elland Road          | 3 de noviembre | 20:45 |
| Ipswich Town        | 2 - 0                                                         | Bolton              | Portman Road         | 3 de noviembre | 20:45 |
| Derby County        | 1 - 0                                                         | Queens Park Rangers | Pride Park Stadium   | 3 de noviembre | 20:45 |
| Burnley             | 3 - 1                                                         | Fulham              | Turf Moor            | 3 de noviembre | 20:45 |
| Bristol City        | 1 - 0                                                         | Wolverhampton       | Ashton Gate Stadium  | 3 de noviembre | 20:45 |
| Brentford           | 0 - 2                                                         | Hull City           | Griffin Park         | 3 de noviembre | 20:45 |
| Birminghan          | 0 - 0                                                         | Blackburn Rovers    | St Andrew's Stadium  | 3 de noviembre | 20:45 |
| Reading             | 2 - 2                                                         | Huddersfield Town   | Madejski Stadium     | 3 de noviembre | 21:00 |

| Nottingham Forest      | 1 - 0                                                     | Derby County        | City Ground          | 6 de noviembre | 20:30 |
| Huddersfield Town      | 0 – 3                                                     | Leeds United        | John Smith's Stadium | 7 de noviembre | 13:30 |
| Blackburn              | 1 - 1                                                     | Brentford           | Ewood Park           | 7 de noviembre | 16:00 |
| Bolton                 | 0 - 0                                                     | Bristol             | Macron Stadium       | 7 de noviembre | 16:00 |
| Brighton & Hove Albion | 2 - 1 Archivado el 5 de marzo de 2016 en Wayback Machine. | Milton Keynes Dons  | Falmer Stadium       | 7 de noviembre | 16:00 |
| Cardiff City           | 2 - 0                                                     | Reading             | Cardiff City Stadium | 7 de noviembre | 16:00 |
| Charlton               | 3 - 1                                                     | Sheffield Wednesday | The Valley           | 7 de noviembre | 16:00 |
| Fulham                 | 2 - 5                                                     | Birminghan City     | Craven Cottage       | 7 de noviembre | 16:00 |
| Hull City              | 3 - 0                                                     | Middlesbrough       | KC Stadium           | 7 de noviembre | 16:00 |
| Queens Park Rangers    | 0 - 0                                                     | Preston North End   | Loftus Road          | 7 de noviembre | 16:00 |
| Rotherham United       | 2 - 5                                                     | Ipswich Town        | New York Stadium     | 7 de noviembre | 16:00 |
| Wolverhampton          | 0 - 0                                                     | Burnley             | Molineux Stadium     | 7 de noviembre | 16:00 |

| Middlesbrough       | 1 - 0                                                     | Queens Park Rangers    | Estadio de Riverside | 20 de noviembre | 20:45 |
| Bristol City        | 1 – 1                                                     | Hull City              | Ashton Gate Stadium  | 21 de noviembre | 13:30 |
| Birmingham City     | 0 – 1                                                     | Charlton Athletic      | St Andrew's Stadium  | 21 de noviembre | 16:00 |
| Brentford           | 2 – 1                                                     | Nottingham Forest      | Griffin Park         | 21 de noviembre | 16:00 |
| Derby County        | 2 – 0                                                     | Cardiff City           | Pride Park Stadium   | 21 de noviembre | 16:00 |
| Ipswich Town        | 2 – 2                                                     | Wolverhampton          | Portman Road         | 21 de noviembre | 16:00 |
| Leeds United        | 0 – 1                                                     | Rotherham United       | Elland Road          | 21 de noviembre | 16:00 |
| Milton Keynes Dons  | 1 – 1 Archivado el 5 de marzo de 2016 en Wayback Machine. | Fulham                 | Stadium MK           | 21 de noviembre | 16:00 |
| Preston North End   | 1 – 2                                                     | Blackburn Rovers       | Deepdale             | 21 de noviembre | 16:00 |
| Reading             | 2 – 1                                                     | Bolton                 | Madejski Stadium     | 21 de noviembre | 16:00 |
| Sheffield Wednesday | 3 – 1                                                     | Huddersfield Town      | Estadio Hillsborough | 21 de noviembre | 16:00 |
| Burnley             | 1 – 1                                                     | Brighton & Hove Albion | Turf Moor            | 22 de noviembre | 14:15 |

| Hull City              | 0 – 2                                                         | Derby County        | KC Stadium           | 27 de noviembre | 20:45 |
| Charlton               | 0 – 3                                                         | Ipswich Town        | The Valley           | 28 de noviembre | 13:30 |
| Blackburn Rovers       | 2 – 2                                                         | Sheffield Wednesday | Ewood Park           | 28 de noviembre | 16:00 |
| Brighton & Hove Albion | 2 – 1 Archivado el 8 de diciembre de 2015 en Wayback Machine. | Birmingham City     | Falmer Stadium       | 28 de noviembre | 16:00 |
| Cardiff City           | 2 – 2                                                         | Burnley             | Cardiff City Stadium | 28 de noviembre | 16:00 |
| Fulham                 | 1 – 1                                                         | Preston North End   | Craven Cottage       | 28 de noviembre | 16:00 |
| Huddersfield Town      | 0 – 2                                                         | Middlesbrough       | John Smith's Stadium | 28 de noviembre | 16:00 |
| Nottingham Forest      | 3 – 1                                                         | Reading             | City Ground          | 28 de noviembre | 16:00 |
| Queens Park Rangers    | 1 – 0                                                         | Leeds United        | Loftus Road          | 28 de noviembre | 16:00 |
| Rotherham United       | 3 – 0                                                         | Bristol City        | New York Stadium     | 28 de noviembre | 16:00 |
| Wolverhampton          | 0 – 0 Archivado el 8 de diciembre de 2015 en Wayback Machine. | Milton Keynes Dons  | Molineux Stadium     | 28 de noviembre | 16:00 |
| Bolton                 | 1 – 1                                                         | Brentford           | Estadio Macron       | 30 de noviembre | 20:45 |

| Reading                | 0 – 1                                                         | Queens Park Rangers | Madejski Stadium     | 3 de diciembre | 21:00 |
| Ipswich Town           | 0 – 2                                                         | Middlesbrough       | Portman Road         | 4 de diciembre | 20:45 |
| Birmingham City        | 0 – 2                                                         | Huddersfield Town   | St Andrew's Stadium  | 5 de diciembre | 16:00 |
| Bolton                 | 2 – 3 Archivado el 8 de diciembre de 2015 en Wayback Machine. | Cardiff City        | Estadio Macron       | 5 de diciembre | 16:00 |
| Brentford              | 2 – 0 Archivado el 8 de diciembre de 2015 en Wayback Machine. | Milton Keynes Dons  | Griffin Park         | 5 de diciembre | 16:00 |
| Brighton & Hove Albion | 3 – 2 Archivado el 8 de diciembre de 2015 en Wayback Machine. | Charlton            | Falmer Stadium       | 5 de diciembre | 16:00 |
| Bristol City           | 0 – 2                                                         | Blackburn Rovers    | Ashton Gate Stadium  | 5 de diciembre | 16:00 |
| Burnley                | 0 – 2                                                         | Preston North End   | Turf Moor            | 5 de diciembre | 16:00 |
| Leeds United           | 2 – 1                                                         | Hull City           | Elland Road          | 5 de diciembre | 16:00 |
| Nottingham Forest      | 3 – 0                                                         | Fulham              | City Ground          | 5 de diciembre | 16:00 |
| Rotherham United       | 1 – 2 Archivado el 8 de diciembre de 2015 en Wayback Machine. | Wolverhampton       | New York Stadium     | 5 de diciembre | 16:00 |
| Sheffield Wednesday    | 0 – 0                                                         | Derby County        | Estadio Hillsborough | 6 de diciembre | 14:15 |

| Blackburn Rovers    | 1 – 0                                                          | Rotherham United       | Ewood Park           | 11 de diciembre | 19:45 |
| Wolverhampton       | 1 – 1                                                          | Nottingham Forest      | Molineux Stadium     | 11 de diciembre | 19:45 |
| Milton Keynes Dons  | 0 – 1                                                          | Ipswich Town           | Ewood Park           | 12 de diciembre | 12:30 |
| Cardiff City        | 2 – 2                                                          | Sheffield Wednesday    | Cardiff City Stadium | 12 de diciembre | 15:00 |
| Charlton            | 0 – 0                                                          | Leeds United           | The Valley           | 12 de diciembre | 15:00 |
| Derby County        | 2 – 2 Archivado el 22 de diciembre de 2015 en Wayback Machine. | Brighton & Hove Albion | Pride Park Stadium   | 12 de diciembre | 15:00 |
| Fulham              | 2 – 2                                                          | Brentford              | Craven Cottage       | 12 de diciembre | 15:00 |
| Huddersfield Town   | 1 – 2                                                          | Bristol City           | John Smith's Stadium | 12 de diciembre | 15:00 |
| Hull City           | 1 – 0                                                          | Bolton                 | KC Stadium           | 12 de diciembre | 15:00 |
| Middlesbrough       | 0 – 0                                                          | Birmingham City        | Estadio de Riverside | 12 de diciembre | 15:00 |
| Preston North End   | 1 – 0                                                          | Reading                | Deepdale             | 12 de diciembre | 15:00 |
| Queens Park Rangers | 0 – 0                                                          | Burnley                | Loftus Road          | 12 de diciembre | 15:00 |

| Blackburn Rovers    | 0 – 0                                                          | Nottingham Forest      | Ewood Park           | 14 de diciembre | 19:45 |
| Cardiff City        | 3 – 2                                                          | Brentford              | Cardiff City Stadium | 15 de diciembre | 19:45 |
| Charlton            | 2 – 2                                                          | Bolton                 | The Valley           | 15 de diciembre | 19:45 |
| Derby County        | 4 – 0                                                          | Bristol City           | Pride Park Stadium   | 15 de diciembre | 19:45 |
| Fulham              | 1 – 2 Archivado el 22 de diciembre de 2015 en Wayback Machine. | Ipswich Town           | Craven Cottage       | 15 de diciembre | 19:45 |
| Huddersfield Town   | 2 – 0                                                          | Rotherham United       | John Smith's Stadium | 15 de diciembre | 19:45 |
| Milton Keynes Dons  | 2 – 1                                                          | Sheffield Wednesday    | Stadium MK           | 15 de diciembre | 19:45 |
| Middlesbrough       | 1 – 0                                                          | Burnley                | Estadio de Riverside | 15 de diciembre | 19:45 |
| Preston North End   | 1 – 1                                                          | Birmingham City        | Deepdale             | 15 de diciembre | 19:45 |
| Queens Park Rangers | 2 – 2 Archivado el 22 de diciembre de 2015 en Wayback Machine. | Brighton & Hove Albion | Loftus Road          | 15 de diciembre | 19:45 |
| Hull City           | 2 – 1                                                          | Reading                | KC Stadium           | 16 de diciembre | 19:45 |
| Wolverhampton       | 2 – 3                                                          | Leeds United           | Molineux Stadium     | 17 de diciembre | 19:45 |

| Birmingham City        | 1 – 0                                                          | Cardiff City        | St Andrew's Stadium  | 18 de diciembre | 19:45 |
| Brighton & Hove Albion | 0 – 3 Archivado el 22 de diciembre de 2015 en Wayback Machine. | Middlesbrough       | Falmer Stadium       | 19 de diciembre | 12:30 |
| Bolton                 | 2 – 2 Archivado el 22 de diciembre de 2015 en Wayback Machine. | Fulham              | Macron Stadium       | 19 de diciembre | 15:00 |
| Brentford              | 4 – 2                                                          | Huddersfield Town   | Griffin Park         | 19 de diciembre | 15:00 |
| Bristol City           | 1 – 1                                                          | Queens Park Rangers | Ashton Gate Stadium  | 19 de diciembre | 15:00 |
| Burnley                | 4 – 0 Archivado el 22 de diciembre de 2015 en Wayback Machine. | Charlton            | Turf Moor            | 19 de diciembre | 15:00 |
| Ipswich Town           | 0 – 1                                                          | Derby County        | Portman Road         | 19 de diciembre | 15:00 |
| Nottingham Forest      | 2 – 1 Archivado el 22 de diciembre de 2015 en Wayback Machine. | Milton Keynes Dons  | City Ground          | 19 de diciembre | 15:00 |
| Rotherham United       | 2 – 0                                                          | Hull City           | New York Stadium     | 19 de diciembre | 15:00 |
| Sheffield Wednesday    | 4 – 1                                                          | Wolverhampton       | Estadio Hillsborough | 20 de diciembre | 14:00 |
| Leeds United           | 1 – 0                                                          | Preston North End   | Elland Road          | 20 de diciembre | 15:00 |
| Reading                | 1 – 0                                                          | Blackburn Rovers    | Madejski Stadium     | 20 de diciembre | 15:00 |

| Brentford           | 0 – 0                                                     | Brighton & Hove Albion | Griffin Park         | 26 de diciembre | 13:00 |
| Bristol City        | 1 – 1                                                     | Charlton               | Ashton Gate Stadium  | 26 de diciembre | 15:00 |
| Derby County        | 2 – 0                                                     | Fulham                 | Pride Park Stadium   | 26 de diciembre | 15:00 |
| Huddersfield Town   | 3 – 1                                                     | Preston North End      | John Smith's Stadium | 26 de diciembre | 15:00 |
| Hull City           | 3 – 0                                                     | Burnley                | KC Stadium           | 26 de diciembre | 15:00 |
| Ipswich Town        | 2 – 1                                                     | Queens Park Rangers    | Portman Road         | 26 de diciembre | 15:00 |
| Milton Keynes Dons  | 2 – 1 Archivado el 5 de enero de 2016 en Wayback Machine. | Cardiff City           | Stadium MK           | 26 de diciembre | 15:00 |
| Rotherham United    | 4 – 0                                                     | Bolton                 | New York Stadium     | 26 de diciembre | 15:00 |
| Sheffield Wednesday | 3 – 0                                                     | Birmingham City        | Estadio Hillsborough | 26 de diciembre | 15:00 |
| Wolverhampton       | 1 – 0                                                     | Reading                | Molineux Stadium     | 26 de diciembre | 17:15 |
| Nothingham Forest   | 1 – 1                                                     | Leeds United           | City Ground          | 27 de diciembre | 16:30 |
| Blackburn Rovers    | 2 – 1                                                     | Middlesbrough          | Ewood Park           | 1 de marzo      | 19:45 |

### Segunda vuelta
| Bolton                 | 1 – 0                                                     | Blackburn Rovers    | Estadio Macron       | 28 de diciembre | 12:45 |
| Birmingham City        | 1 – 0 Archivado el 5 de marzo de 2016 en Wayback Machine. | Milton Keynes Dons  | St Andrew's Stadium  | 28 de diciembre | 15:00 |
| Burnley                | 4 – 0                                                     | Bristol City        | Turf Moor            | 28 de diciembre | 15:00 |
| Charlton               | 0 – 2 Archivado el 6 de marzo de 2016 en Wayback Machine. | Wolverhampton       | The Valley           | 28 de diciembre | 15:00 |
| Preston North End      | 1 – 0                                                     | Hull City           | Deepdale             | 28 de diciembre | 15:00 |
| Queens Park Rangers    | 1 – 1                                                     | Huddersfield Town   | Loftus Road          | 28 de diciembre | 15:00 |
| Reading                | 1 – 2                                                     | Brentford           | Madejski Stadium     | 28 de diciembre | 15:00 |
| Middlesbrough          | 1 – 0                                                     | Sheffield Wednesday | Estadio de Riverside | 28 de diciembre | 17:15 |
| Brighton & Hove Albion | 0 – 1 Archivado el 5 de marzo de 2016 en Wayback Machine. | Ipswich Town        | Falmer Stadium       | 29 de diciembre | 19:45 |
| Cardiff City           | 1 – 1                                                     | Nottingham Forest   | Cardiff City Stadium | 29 de diciembre | 19:45 |
| Fulham                 | 4 – 1                                                     | Rotherham United    | Craven Cottage       | 29 de diciembre | 19:45 |
| Leeds United           | 2 – 2                                                     | Derby County        | Elland Road          | 29 de diciembre | 19:45 |

| Brighton & Hove Albion | 0 – 1                                                     | Wolverhampton       | Falmer Stadium       | 1 de enero | 15:00 |
| Queens Park Rangers    | 1 – 2                                                     | Hull City           | Loftus Road          | 1 de enero | 17:15 |
| Birmingham City        | 2 – 1                                                     | Brentford           | St Andrew's Stadium  | 2 de enero | 15:00 |
| Bolton                 | 0 – 2                                                     | Huddersfield Town   | Estadio Macron       | 2 de enero | 15:00 |
| Burnley                | 0 – 0                                                     | Ipswich Town        | Turf Moor            | 2 de enero | 15:00 |
| Cardiff City           | 1 – 0                                                     | Blackburn Rovers    | Cardiff City Stadium | 2 de enero | 15:00 |
| Charlton               | 1 – 1                                                     | Nottingham Forest   | The Valley           | 2 de enero | 15:00 |
| Fulham                 | 0 – 1                                                     | Sheffield Wednesday | Craven Cottage       | 2 de enero | 15:00 |
| Leeds United           | 1 – 1 Archivado el 5 de marzo de 2016 en Wayback Machine. | Milton Keynes Dons  | Elland Road          | 2 de enero | 15:00 |
| Middlesbrough          | 2 – 0                                                     | Derby County        | Estadio de Riverside | 2 de enero | 15:00 |
| Preston North End      | 2 – 1                                                     | Rotherham United    | Deepdale             | 2 de enero | 15:00 |
| Reading                | 1 – 0                                                     | Bristol City        | Madejski Stadium     | 2 de enero | 15:00 |

| Blackburn Rovers    | 1 – 1                                                       | Queens Park Rangers    | Ewood Park           | 12 de enero | 19:45 |
| Brentford           | 0 – 1                                                       | Middlesbrough          | Griffin Park         | 12 de enero | 19:45 |
| Bristol City        | 1 – 2                                                       | Preston North End      | Ashton Gate Stadium  | 12 de enero | 19:45 |
| Derby County        | 1 – 1                                                       | Reading                | Pride Park Stadium   | 12 de enero | 19:45 |
| Huddersfield Town   | 5 – 0                                                       | Charlton               | John Smith's Stadium | 12 de enero | 19:45 |
| Ipswich Town        | 2 – 1                                                       | Leeds United           | Portman Road         | 12 de enero | 19:45 |
| Milton Keynes Dons  | 0 – 5 Archivado el 17 de agosto de 2016 en Wayback Machine. | Burnley                | Stadium MK           | 12 de enero | 19:45 |
| Nottingham Forest   | 1 – 1                                                       | Birmingham City        | City Ground          | 12 de enero | 19:45 |
| Rotherham United    | 2 – 0 Archivado el 17 de agosto de 2016 en Wayback Machine. | Brighton & Hove Albion | New York Stadium     | 12 de enero | 19:45 |
| Sheffield Wednesday | 3 – 2                                                       | Bolton                 | Estadio Hillsborough | 12 de enero | 19:45 |
| Wolverhampton       | 3 – 2                                                       | Fulham                 | Molineux Stadium     | 12 de enero | 19:45 |
| Hull City           | 2 – 0                                                       | Cardiff City           | KC Stadium           | 13 de enero | 19:45 |

| Brentford           | 1 – 3                                                      | Burnley                | Griffin Park         | 15 de enero | 19:45 |
| Sheffield Wednesday | 2 – 0                                                      | Leeds United           | Estadio Hillsborough | 16 de enero | 12:30 |
| Blackburn Rovers    | 0 – 1 Archivado el 18 de enero de 2016 en Wayback Machine. | Brighton & Hove Albion | Ewood Park           | 16 de enero | 15:00 |
| Bristol City        | 1 – 0                                                      | Middlesbrough          | Ashton Gate Stadium  | 16 de enero | 15:00 |
| Derby County        | 0 – 3                                                      | Birmingham City        | Pride Park Stadium   | 16 de enero | 15:00 |
| Huddersfield Town   | 1 – 1                                                      | Fulham                 | John Smith's Stadium | 16 de enero | 15:00 |
| Hull City           | 6 – 0                                                      | Charlton               | KC Stadium           | 16 de enero | 15:00 |
| Ipswich Town        | 1 – 1                                                      | Preston North End      | Portman Road         | 16 de enero | 15:00 |
| Milton Keynes Dons  | 1 – 0 Archivado el 18 de enero de 2016 en Wayback Machine. | Reading                | Stadium MK           | 16 de enero | 15:00 |
| Nottingham Forest   | 3 – 0                                                      | Bolton                 | City Ground          | 16 de enero | 15:00 |
| Rotherham United    | 0 – 3                                                      | Queens Park Rangers    | New York Stadium     | 16 de enero | 15:00 |
| Wolverhampton       | 1 – 3                                                      | Cardiff City           | Molineux Stadium     | 16 de enero | 15:00 |

| Queens Park Rangers    | 1 – 1 Archivado el 9 de julio de 2019 en Wayback Machine. | Wolverhampton       | Loftus Road          | 23 de enero | 12:30 |
| Birmingham City        | 3 – 0                                                     | Ipswich Town        | St Andrew's Stadium  | 23 de enero | 15:00 |
| Bolton                 | 3 – 1                                                     | Milton Keynes Dons  | Estadio Macron       | 23 de enero | 15:00 |
| Brighton & Hove Albion | 2 – 1                                                     | Huddersfield Town   | Falmer Stadium       | 23 de enero | 15:00 |
| Cardiff City           | 2 – 2                                                     | Rotherham United    | Cardiff City Stadium | 23 de enero | 15:00 |
| Charlton               | 1 – 1                                                     | Blackburn Rovers    | The Valley           | 23 de enero | 15:00 |
| Fulham                 | 0 – 1                                                     | Hull City           | Craven Cottage       | 23 de enero | 15:00 |
| Leeds United           | 1 – 0                                                     | Bristol City        | Elland Road          | 23 de enero | 15:00 |
| Middlesbrough          | 0 – 1                                                     | Nottingham Forest   | Estadio de Riverside | 23 de enero | 15:00 |
| Preston North End      | 1 – 3                                                     | Brentford           | Deepdale             | 23 de enero | 15:00 |
| Reading                | 1 – 1                                                     | Sheffield Wednesday | Madejski Stadium     | 23 de enero | 15:00 |
| Burnley                | 4 – 1 Archivado el 5 de julio de 2019 en Wayback Machine. | Derby County        | Turf Moor            | 25 de enero | 19:45 |

| Brentford           | 1 – 1                                                        | Leeds United           | Griffin Park         | 26 de enero   | 19:45 |
| Nottingham Forest   | 0 – 0                                                        | Queens Park Rangers    | City Ground          | 26 de enero   | 19:45 |
| Bristol City        | 0 – 0                                                        | Birmingham City        | Ashton Gate Stadium  | 30 de enero   | 15:00 |
| Huddersfield Town   | 2 – 3                                                        | Cardiff City           | John Smith's Stadium | 30 de enero   | 15:00 |
| Rotherham United    | 1 – 4                                                        | Charlton               | New York Stadium     | 30 de enero   | 15:00 |
| Derby County        | 0 – 0                                                        | Preston North End      | Pride Park Stadium   | 2 de febrero  | 19:45 |
| Ipswich Town        | 2 – 1                                                        | Reading                | Portman Road         | 2 de febrero  | 19:45 |
| Sheffield Wednesday | 1 – 1 Archivado el 4 de febrero de 2016 en Wayback Machine.  | Burnley                | Estadio Hillsborough | 2 de febrero  | 19:45 |
| Wolverhampton       | 2 – 2 Archivado el 4 de febrero de 2016 en Wayback Machine.  | Bolton                 | Molineux Stadium     | 2 de febrero  | 19:45 |
| Milton Keynes Dons  | 1 – 1 Archivado el 9 de febrero de 2016 en Wayback Machine.  | Middlesbrough          | Stadium MK           | 9 de febrero  | 19:45 |
| Blackburn Rovers    | 3 – 0                                                        | Fulham                 | Ewood Park           | 16 de febrero | 19:45 |
| Hull City           | 0 – 0 Archivado el 15 de febrero de 2016 en Wayback Machine. | Brighton & Hove Albion | KC Stadium           | 16 de febrero | 19:45 |

| Brighton & Hove Albion | 3 – 0                                                     | Brentford           | Falmer Stadium       | 5 de febrero | 19:45 |
| Birmingham City        | 1 – 2                                                     | Sheffield Wednesday | St Andrew's Stadium  | 6 de febrero | 15:00 |
| Bolton                 | 2 – 1                                                     | Rotherham United    | Estadio Macron       | 6 de febrero | 15:00 |
| Burnley                | 1 – 0                                                     | Hull City           | Turf Moor            | 6 de febrero | 15:00 |
| Cardiff City           | 0 – 0 Archivado el 4 de julio de 2019 en Wayback Machine. | Milton Keynes Dons  | Cardiff City Stadium | 6 de febrero | 15:00 |
| Charlton               | 0 – 1                                                     | Bristol City        | The Valley           | 6 de febrero | 15:00 |
| Fulham                 | 1 – 1                                                     | Derby County        | Craven Cottage       | 6 de febrero | 15:00 |
| Leeds United           | 0 – 1                                                     | Nottingham Forest   | Elland Road          | 6 de febrero | 15:00 |
| Middlesbrough          | 1 – 1                                                     | Blackburn Rovers    | Estadio de Riverside | 6 de febrero | 15:00 |
| Preston North End      | 2 – 1                                                     | Huddersfield Town   | Deepdale             | 6 de febrero | 15:00 |
| Queens Park Rangers    | 1 – 0                                                     | Ipswich Town        | Loftus Road          | 6 de febrero | 15:00 |
| Reading                | 0 – 0 Archivado el 5 de julio de 2019 en Wayback Machine. | Wolverhampton       | Madejski Stadium     | 6 de febrero | 15:00 |

| Queens Park Rangers    | 1 – 3                                                        | Fulham             | Loftus Road          | 13 de febrero | 12:30 |
| Blackburn Rovers       | 0 – 2                                                        | Hull City          | Ewood Park           | 13 de febrero | 15:00 |
| Brighton & Hove Albion | 3 – 2 Archivado el 23 de febrero de 2016 en Wayback Machine. | Bolton             | Falmer Stadium       | 13 de febrero | 15:00 |
| Bristol City           | 2 – 1                                                        | Ipswich Town       | Ashton Gate Stadium  | 13 de febrero | 15:00 |
| Charlton               | 0 – 1                                                        | Cardiff City       | The Valley           | 13 de febrero | 15:00 |
| Derby County           | 0 – 1                                                        | Milton Keynes Dons | Pride Park Stadium   | 13 de febrero | 15:00 |
| Nottingham Forest      | 0 – 2                                                        | Huddersfield Town  | City Ground          | 13 de febrero | 15:00 |
| Reading                | 0 – 0                                                        | Burnley            | Madejski Stadium     | 13 de febrero | 15:00 |
| Rotherham United       | 0 – 0                                                        | Birmingham City    | New York Stadium     | 13 de febrero | 15:00 |
| Sheffield Wednesday    | 4 – 0                                                        | Brentford          | Estadio Hillsborough | 13 de febrero | 15:00 |
| Wolverhampton          | 1 – 2                                                        | Preston North End  | Molineux Stadium     | 13 de febrero | 15:00 |
| Leeds United           | 0 – 0                                                        | Middlesbrough      | Elland Road          | 15 de febrero | 19:45 |

| Cardiff City       | 4 – 1                                                     | Brighton & Hove Albion | Cardiff City Stadium | 20 de febrero | 12:30 |
| Bolton             | 1 – 1                                                     | Queens Park Rangers    | Macron Stadium       | 20 de febrero | 15:00 |
| Brentford          | 1 – 3                                                     | Derby County           | Griffin Park         | 20 de febrero | 15:00 |
| Burnley            | 2 – 0                                                     | Rotherham United       | Turf Moor            | 20 de febrero | 15:00 |
| Fulham             | 3 – 0                                                     | Charlton               | Craven Cottage       | 20 de febrero | 15:00 |
| Huddersfield Town  | 1 – 0                                                     | Wolverhampton          | Ashton Gate Stadium  | 20 de febrero | 15:00 |
| Milton Keynes Dons | 0 – 2 Archivado el 1 de marzo de 2016 en Wayback Machine. | Bristol City           | MK Stadium           | 20 de febrero | 15:00 |
| Preston North End  | 1 – 0                                                     | Sheffield Wednesday    | Deepdale             | 20 de febrero | 15:00 |
| Hull City          | 1 – 1                                                     | Nottingham Forest      | KC Stadium           | 15 de marzo   | 19:45 |
| Ipswich Town       | 2 – 0                                                     | Blackburn Rovers       | Portman Road         | 15 de marzo   | 19:45 |
| Birmingham City    | 1 – 2                                                     | Leeds United           | St Andrew's Stadium  | 12 de abril   | 19:45 |
| Middlesbrough      | 2 – 1                                                     | Reading                | Estadio de Riverside | 12 de abril   | 19:45 |

| Birmingham City     | 1 – 0                                                     | Bolton                 | St Andrew's Stadium  | 23 de febrero | 19:45 |
| Brentford           | 3 – 0                                                     | Wolverhampton          | Griffin Park         | 23 de febrero | 19:45 |
| Bristol City        | 0 – 4 Archivado el 4 de marzo de 2016 en Wayback Machine. | Brighton & Hove Albion | Ashton Gate Stadium  | 23 de febrero | 19:45 |
| Burnley             | 1 – 0                                                     | Nottingham Forest      | Turf Moor            | 23 de febrero | 19:45 |
| Ipswich Town        | 0 – 1                                                     | Hull City              | Portman Road         | 23 de febrero | 19:45 |
| Leeds United        | 1 – 1                                                     | Fulham                 | Elland Road          | 23 de febrero | 19:45 |
| Milton Keynes Dons  | 1 – 1 Archivado el 4 de marzo de 2016 en Wayback Machine. | Huddersfield Town      | Stadium MK           | 23 de febrero | 19:45 |
| Middlesbrough       | 3 – 1                                                     | Cardiff City           | Estadio de Riverside | 23 de febrero | 19:45 |
| Preston North End   | 2 – 1                                                     | Charlton               | Deepdale             | 23 de febrero | 19:45 |
| Sheffield Wednesday | 1 – 1                                                     | Queens Park Rangers    | Estadio Hillsborough | 23 de febrero | 19:45 |
| Reading             | 1 – 0                                                     | Rotherham United       | Madejski Stadium     | 23 de febrero | 20:00 |
| Derby County        | 1 – 0                                                     | Blackburn Rovers       | Pride Park Stadium   | 24 de febrero | 19:45 |

| Hull City              | 0 – 0                                                     | Sheffield Wednesday | KC Stadium           | 26 de febrero | 19:45 |
| Wolverhampton          | 2 - 1 Archivado el 2 de marzo de 2016 en Wayback Machine. | Derby County        | Molineux Stadium     | 27 de febrero | 12:30 |
| Blackburn Rovers       | 3 - 2 Archivado el 1 de marzo de 2016 en Wayback Machine. | Milton Keynes Dons  | Ewood Park           | 27 de febrero | 15:00 |
| Bolton                 | 1 - 2 Archivado el 2 de marzo de 2016 en Wayback Machine. | Burnley             | Estadio Macron       | 27 de febrero | 15:00 |
| Cardiff City           | 2 - 1                                                     | Preston North End   | Cardiff City Stadium | 27 de febrero | 15:00 |
| Charlton               | 3 - 4                                                     | Reading             | The Valley           | 27 de febrero | 15:00 |
| Fulham                 | 0 - 2                                                     | Middlesbrough       | Craven Cottage       | 27 de febrero | 15:00 |
| Huddersfield Town      | 0 - 1                                                     | Ipswich Town        | John Smith's Stadium | 27 de febrero | 15:00 |
| Nottingham Forest      | 1 - 2                                                     | Bristol City        | City Ground          | 27 de febrero | 15:00 |
| Queens Park Rangers    | 2 - 0                                                     | Birmingham City     | Loftus Road          | 27 de febrero | 15:00 |
| Rotherham United       | 2 - 1                                                     | Brentford           | New York Stadium     | 27 de febrero | 15:00 |
| Brighton & Hove Albion | 4 – 0                                                     | Leeds United        | Falmer Stadium       | 29 de febrero | 19:45 |

| Birmingham City     | 1 – 0                                                      | Hull City              | St Andrew's Stadium  | 3 de marzo | 19:45 |
| Middlesbrough       | 2 – 1 Archivado el 16 de marzo de 2016 en Wayback Machine. | Wolverhampton          | Estadio de Riverside | 4 de marzo | 19:45 |
| Bristol City        | 0 – 2                                                      | Cardiff City           | Ashton Gate Stadium  | 5 de marzo | 12:00 |
| Burnley             | 1 – 0                                                      | Blackburn Rovers       | Turf Moor            | 5 de marzo | 12:30 |
| Brentford           | 1 – 2                                                      | Charlton               | Griffin Park         | 5 de marzo | 15:00 |
| Derby County        | 2 – 0                                                      | Huddersfield Town      | Pride Park Stadium   | 5 de marzo | 15:00 |
| Ipswich Town        | 1 – 0                                                      | Nottingham Forest      | Portman Road         | 5 de marzo | 15:00 |
| Leeds United        | 2 – 1                                                      | Bolton                 | Elland Road          | 5 de marzo | 15:00 |
| Milton Keynes Dons  | 2 – 0 Archivado el 13 de julio de 2019 en Wayback Machine. | Queens Park Rangers    | Stadium MK           | 5 de marzo | 15:00 |
| Preston North End   | 0 – 0                                                      | Brighton & Hove Albion | Deepdale             | 5 de marzo | 15:00 |
| Reading             | 2 – 2                                                      | Fulham                 | Madejski Stadium     | 5 de marzo | 15:00 |
| Sheffield Wednesday | 0 – 1                                                      | Rotherham United       | Estadio Hillsborough | 5 de marzo | 15:00 |

| Blackburn Rovers       | 2 – 0                                                      | Birmingham City     | Ewood Park           | 8 de marzo  | 19:45 |
| Brighton & Hove Albion | 0 – 0                                                      | Sheffield Wednesday | Falmer Stadium       | 8 de marzo  | 19:45 |
| Cardiff City           | 0 – 2                                                      | Leeds United        | Cardiff City Stadium | 8 de marzo  | 19:45 |
| Charlton               | 0 – 0                                                      | Milton Keynes Dons  | The Valley           | 8 de marzo  | 19:45 |
| Fulham                 | 2 – 3                                                      | Burnley             | Craven Cottage       | 8 de marzo  | 19:45 |
| Huddersfield Town      | 3 – 1                                                      | Reading             | Ashton Gate Stadium  | 8 de marzo  | 19:45 |
| Nottingham Forest      | 1 – 0                                                      | Preston North End   | City Ground          | 8 de marzo  | 19:45 |
| Queens Park Rangers    | 2 – 0                                                      | Derby County        | Loftus Road          | 8 de marzo  | 19:45 |
| Rotherham United       | 1 – 0                                                      | Middlesbrough       | New York Stadium     | 8 de marzo  | 19:45 |
| Wolverhampton          | 2 – 1 Archivado el 10 de marzo de 2016 en Wayback Machine. | Bristol City        | Molineux Stadium     | 8 de marzo  | 19:45 |
| Bolton                 | 2 – 2                                                      | Ipswich Town        | Macron Stadium       | 8 de marzo  | 20:00 |
| Hull City              | 2 – 0                                                      | Brentford           | KC Stadium           | 26 de abril | 19:45 |

| Blackburn Rovers       | 1 – 2                                                     | Leeds United        | Ewood Park           | 12 de marzo | 12:30 |
| Bolton                 | 1 – 2                                                     | Preston North End   | Estadio Macron       | 12 de marzo | 15:00 |
| Cardiff City           | 1 – 0                                                     | Ipswich Town        | Cardiff City Stadium | 12 de marzo | 15:00 |
| Fulham                 | 1 – 2                                                     | Bristol City        | Craven Cottage       | 12 de marzo | 15:00 |
| Huddersfield Town      | 1 – 3                                                     | Burnley             | John Smith's Stadium | 12 de marzo | 15:00 |
| Hull City              | 1 – 1                                                     | Milton Keynes Dons  | KC Stadium           | 12 de marzo | 15:00 |
| Nothingham Forest      | 0 – 3                                                     | Sheffield Wednesday | City Ground          | 12 de marzo | 15:00 |
| Queens Park Rangers    | 3 – 0                                                     | Brentford           | Loftus Road          | 12 de marzo | 15:00 |
| Rotherham United       | 3 – 3                                                     | Derby County        | New York Stadium     | 12 de marzo | 15:00 |
| Wolverhampton          | 0 – 0 Archivado el 4 de abril de 2016 en Wayback Machine. | Birmingham City     | Molineux Stadium     | 13 de marzo | 13:15 |
| Charlton               | 2 – 0                                                     | Middlesbrough       | The Valley           | 13 de marzo | 15:30 |
| Brighton & Hove Albion | 1 – 0 Archivado el 8 de abril de 2016 en Wayback Machine. | Reading             | Falmer Stadium       | 15 de marzo | 19:45 |

| Middlesbrough       | 1 – 0                                                      | Hull City              | Estadio de Riverside | 18 de marzo | 19:45 |
| Derby County        | 1 – 0                                                      | Nottingham Forest      | Pride Park Stadium   | 19 de marzo | 12:30 |
| Birmingham City     | 1 – 1                                                      | Fulham                 | St Andrew's Stadium  | 19 de marzo | 15:00 |
| Brentford           | 0 – 1                                                      | Blackburn Rovers       | Griffin Park         | 19 de marzo | 15:00 |
| Bristol City        | 6 – 0                                                      | Bolton                 | Ashton Gate Stadium  | 19 de marzo | 15:00 |
| Burnley             | 1 – 1                                                      | Wolverhampton          | Turf Moor            | 19 de marzo | 15:00 |
| Ipswich Town        | 0 – 1                                                      | Rotherham United       | Portman Road         | 19 de marzo | 15:00 |
| Leeds United        | 1 – 4                                                      | Huddersfield Town      | Elland Road          | 19 de marzo | 15:00 |
| Milton Keynes Dons  | 1 – 2 Archivado el 20 de marzo de 2016 en Wayback Machine. | Brighton & Hove Albion | Stadium MK           | 19 de marzo | 15:00 |
| Preston North End   | 1 – 1                                                      | Queens Park Rangers    | Deepdale             | 19 de marzo | 15:00 |
| Reading             | 1 – 1                                                      | Charlton               | Madejski Stadium     | 19 de marzo | 15:00 |
| Sheffield Wednesday | 3 – 0                                                      | Cardiff City           | Estadio Hillsborough | 19 de marzo | 15:00 |

| Queens Park Rangers    | 2 – 3                                                      | Middlesbrough       | Loftus Road          | 1 de abril | 19:45 |
| Blackburn Rovers       | 1 – 2                                                      | Preston North End   | Ewood Park           | 2 de abril | 12:30 |
| Brighton & Hove Albion | 2 – 2                                                      | Burnley             | Falmer Stadium       | 2 de abril | 12:30 |
| Bolton                 | 0 – 1                                                      | Reading             | Estadio Macron       | 2 de abril | 15:00 |
| Cardiff City           | 2 – 1                                                      | Derby County        | Cardiff City Stadium | 2 de abril | 15:00 |
| Charlton               | 2 – 1                                                      | Birmingham City     | The Valley           | 2 de abril | 15:00 |
| Fulham                 | 2 – 1 Archivado el 20 de abril de 2016 en Wayback Machine. | Milton Keynes Dons  | Craven Cottage       | 2 de abril | 15:00 |
| Huddersfield Town      | 0 – 1                                                      | Sheffield Wednesday | John Smith's Stadium | 2 de abril | 15:00 |
| Hull City              | 4 – 0                                                      | Bristol City        | KC Stadium           | 2 de abril | 15:00 |
| Nottingham Forest      | 0 – 3                                                      | Brentford           | City Ground          | 2 de abril | 15:00 |
| Rotherham United       | 2 – 1                                                      | Leeds United        | New York Stadium     | 2 de abril | 15:00 |
| Wolverhampton          | 0 – 0 Archivado el 20 de abril de 2016 en Wayback Machine. | Ipswich Town        | Molineux Stadium     | 2 de abril | 15:00 |

| Birmingham City     | 1 – 2                                                      | Brighton & Hove Albion | St Andrew's Stadium  | 5 de abril | 19:45 |
| Brentford           | 3 – 1                                                      | Bolton                 | Griffin Park         | 5 de abril | 19:45 |
| Bristol City        | 1 – 1                                                      | Rotherham United       | Ashton Gate Stadium  | 5 de abril | 19:45 |
| Burnley             | 0 – 0                                                      | Cardiff City           | Turf Moor            | 5 de abril | 19:45 |
| Derby County        | 4 – 0                                                      | Hull City              | Pride Park Stadium   | 5 de abril | 19:45 |
| Ipswich Town        | 0 – 0                                                      | Charlton               | Portman Road         | 5 de abril | 19:45 |
| Leeds United        | 1 – 1                                                      | Queens Park Rangers    | Elland Road          | 5 de abril | 19:45 |
| Milton Keynes Dons  | 1 – 2 Archivado el 20 de abril de 2016 en Wayback Machine. | Wolverhampton          | Stadium MK           | 5 de abril | 19:45 |
| Middlesbrough       | 3 – 0                                                      | Huddersfield Town      | Estadio de Riverside | 5 de abril | 19:45 |
| Preston North End   | 1 – 2                                                      | Fulham                 | Deepdale             | 5 de abril | 19:45 |
| Sheffield Wednesday | 2 – 1                                                      | Blackburn Rovers       | Estadio Hillsborough | 5 de abril | 19:45 |
| Reading             | 2 – 1                                                      | Nottingham Forest      | Madejski Stadium     | 5 de abril | 20:00 |

| Burnley             | 1 – 0                                                      | Leeds United           | Turf Moor            | 9 de abril  | 12:30 |
| Bristol City        | 4 – 1                                                      | Sheffield Wednesday    | Ashton Gate Stadium  | 9 de abril  | 15:00 |
| Derby County        | 4 – 1                                                      | Bolton                 | Pride Park Stadium   | 9 de abril  | 15:00 |
| Fulham              | 2 – 1                                                      | Cardiff City           | Craven Cottage       | 9 de abril  | 15:00 |
| Huddersfield Town   | 2 – 2                                                      | Hull City              | John Smith's Stadium | 9 de abril  | 15:00 |
| Ipswich Town        | 1 – 3                                                      | Brentford              | Portman Road         | 9 de abril  | 15:00 |
| Milton Keynes Dons  | 0 – 4                                                      | Rotherham United       | Stadium MK           | 9 de abril  | 15:00 |
| Middlesbrough       | 1 – 0                                                      | Preston North End      | Estadio de Riverside | 9 de abril  | 15:00 |
| Queens Park Rangers | 2 – 1                                                      | Charlton               | Loftus Road          | 9 de abril  | 15:00 |
| Reading             | 0 – 2                                                      | Birmingham City        | Madejski Stadium     | 9 de abril  | 15:00 |
| Wolverhampton       | 0 – 0 Archivado el 27 de abril de 2016 en Wayback Machine. | Blackburn Rovers       | Molineux Stadium     | 9 de abril  | 15:00 |
| Nottingham Forest   | 1 – 2                                                      | Brighton & Hove Albion | City Ground          | 11 de abril | 19:45 |

| Brighton & Hove Albion | 5 – 0                                                      | Fulham              | Falmer Stadium       | 15 de abril | 19:45 |
| Hull City              | 2 – 1 Archivado el 5 de mayo de 2016 en Wayback Machine.   | Wolverhampton       | KC Stadium           | 15 de abril | 19:45 |
| Bolton                 | 1 – 2                                                      | Middlesbrough       | Estadio Macron       | 16 de abril | 12:30 |
| Birmingham City        | 1 – 2                                                      | Burnley             | St Andrew's Stadium  | 16 de abril | 15:00 |
| Blackburn Rovers       | 0 – 2                                                      | Huddersfield Town   | Ewood Park           | 16 de abril | 15:00 |
| Brentford              | 1 – 1                                                      | Bristol City        | Griffin Park         | 16 de abril | 15:00 |
| Cardiff City           | 0 – 0                                                      | Queens Park Rangers | Cardiff City Stadium | 16 de abril | 15:00 |
| Charlton               | 0 – 1                                                      | Derby County        | The Valley           | 16 de abril | 15:00 |
| Leeds United           | 3 – 2                                                      | Reading             | Elland Road          | 16 de abril | 15:00 |
| Preston North End      | 1 – 1 Archivado el 20 de abril de 2016 en Wayback Machine. | Milton Keynes Dons  | Deepdale             | 16 de abril | 15:00 |
| Rotherham United       | 0 – 0                                                      | Nottingham Forest   | New York Stadium     | 16 de abril | 15:00 |
| Sheffield Wednesday    | 1 – 1                                                      | Ipswich Town        | Molineux Stadium     | 16 de abril | 15:00 |

| Birmingham City        | 2 – 2                                                     | Preston North End   | St Andrew's Stadium  | 19 de abril | 19:45 |
| Brentford              | 2 – 1                                                     | Cardiff City        | Griffin Park         | 19 de abril | 19:45 |
| Brighton & Hove Albion | 4 – 0 Archivado el 13 de mayo de 2016 en Wayback Machine. | Queens Park Rangers | Falmer Stadium       | 19 de abril | 19:45 |
| Bristol City           | 2 – 3                                                     | Derby County        | Ashton Gate Stadium  | 19 de abril | 19:45 |
| Burnley                | 1 – 1                                                     | Middlesbrough       | Turf Moor            | 19 de abril | 19:45 |
| Ipswich Town           | 1 – 1                                                     | Fulham              | Portman Road         | 19 de abril | 19:45 |
| Leeds United           | 2 – 1                                                     | Wolverhampton       | Elland Road          | 19 de abril | 19:45 |
| Nottingham Forest      | 1 – 1                                                     | Blackburn Rovers    | City Ground          | 19 de abril | 19:45 |
| Rotherham United       | 1 – 1                                                     | Huddersfield Town   | New York Stadium     | 19 de abril | 19:45 |
| Sheffield Wednesday    | 0 – 0                                                     | Milton Keynes Dons  | Estadio Hillsborough | 19 de abril | 19:45 |
| Bolton                 | 0 – 0                                                     | Charlton            | Estadio Macron       | 19 de abril | 20:00 |
| Reading                | 1 – 2                                                     | Hull City           | Madejski Stadium     | 19 de abril | 20:00 |

| Preston North End   | 0 – 1                                                      | Burnley                | Deepdale             | 22 de abril | 19:45 |
| Derby County        | 1 – 1                                                      | Sheffield Wednesday    | Pride Park Stadium   | 23 de abril | 12:30 |
| Blackburn Rovers    | 2 – 2                                                      | Bristol City           | Ewood Park           | 23 de abril | 15:00 |
| Cardiff City        | 2 – 1 Archivado el 23 de abril de 2016 en Wayback Machine. | Bolton                 | Cardiff City Stadium | 23 de abril | 15:00 |
| Charlton            | 1 – 3                                                      | Brighton & Hove Albion | The Valley           | 23 de abril | 15:00 |
| Fulham              | 1 – 3                                                      | Nottingham Forest      | Craven Cottage       | 23 de abril | 15:00 |
| Huddersfield Town   | 1 – 1                                                      | Birmingham City        | Ashton Gate Stadium  | 23 de abril | 15:00 |
| Hull City           | 2 – 2                                                      | Leeds United           | KC Stadium           | 23 de abril | 15:00 |
| Milton Keynes Dons  | 1 – 4 Archivado el 23 de abril de 2016 en Wayback Machine. | Brentford              | Stadium MK           | 23 de abril | 15:00 |
| Middlesbrough       | 0 – 0                                                      | Ipswich Town           | Estadio de Riverside | 23 de abril | 15:00 |
| Queens Park Rangers | 1 – 1                                                      | Reading                | Loftus Road          | 23 de abril | 15:00 |
| Wolverhampton       | 0 – 0 Archivado el 23 de abril de 2016 en Wayback Machine. | Rotherham United       | Molineux Stadium     | 23 de abril | 15:00 |

| Birmingham City        | 2 – 2 | Middlesbrough       | St Andrew's Stadium  | 29 de abril | 19:45 |
| Bolton                 | 1 – 0 | Hull City           | Estadio Macron       | 30 de abril | 12:30 |
| Brentford              | 3 – 0 | Fulham              | Griffin Park         | 30 de abril | 15:00 |
| Bristol City           | 4 – 0 | Huddersfield Town   | Ashton Gate Stadium  | 30 de abril | 15:00 |
| Ipswich Town           | 3 – 2 | Milton Keynes Dons  | Portman Road         | 30 de abril | 15:00 |
| Leeds United           | 1 – 2 | Charlton            | Elland Road          | 30 de abril | 15:00 |
| Nothingham Forest      | 1 – 1 | Wolverhampton       | City Ground          | 30 de abril | 15:00 |
| Reading                | 1 – 2 | Preston North End   | Madejski Stadium     | 30 de abril | 15:00 |
| Rotherham United       | 0 – 1 | Blackburn Rovers    | New York Stadium     | 30 de abril | 15:00 |
| Sheffield Wednesday    | 3 – 0 | Cardiff City        | Estadio Hillsborough | 30 de abril | 15:00 |
| Brighton & Hove Albion | 1 – 1 | Derby County        | Falmer Stadium       | 2 de mayo   | 14:30 |
| Burnley                | 1 – 0 | Queens Park Rangers | Turf Moor            | 2 de mayo   | 16:45 |

| Blackburn Rovers    | 3 – 1                                                     | Reading                | Ewood Park           | 7 de mayo | 12:30 |
| Cardiff City        | 1 – 1                                                     | Birmingham City        | Cardiff City Stadium | 7 de mayo | 12:30 |
| Charlton            | 0 – 3 Archivado el 7 de mayo de 2016 en Wayback Machine.  | Burnley                | The Valley           | 7 de mayo | 12:30 |
| Derby County        | 0 – 1                                                     | Ipswich Town           | Pride Park Stadium   | 7 de mayo | 12:30 |
| Fulham              | 1 – 0 Archivado el 8 de mayo de 2016 en Wayback Machine.  | Bolton                 | Craven Cottage       | 7 de mayo | 12:30 |
| Huddersfield Town   | 1 – 5                                                     | Brentford              | Ashton Gate Stadium  | 7 de mayo | 12:30 |
| Hull City           | 5 – 1                                                     | Rotherham United       | KC Stadium           | 7 de mayo | 12:30 |
| Milton Keynes Dons  | 1 – 2 Archivado el 8 de mayo de 2016 en Wayback Machine.  | Nottingham Forest      | Stadium MK           | 7 de mayo | 12:30 |
| Middlesbrough       | 1 – 1                                                     | Brighton & Hove Albion | Estadio de Riverside | 7 de mayo | 12:30 |
| Preston North End   | 1 – 1                                                     | Leeds United           | Deepdale             | 7 de mayo | 12:30 |
| Queens Park Rangers | 1 – 0                                                     | Bristol City           | Loftus Road          | 7 de mayo | 12:30 |
| Wolverhampton       | 2 – 1 Archivado el 3 de junio de 2016 en Wayback Machine. | Sheffield Wednesday    | Molineux Stadium     | 7 de mayo | 12:30 |

## Play-offs por el tercer ascenso a laPremier League
|  | Semifinales                          | Semifinales                          | Semifinales                          |   |                     | Final      | Final      |  |
|  | Ida 13 y 14 - Vuelta 16 y 17 de mayo | Ida 13 y 14 - Vuelta 16 y 17 de mayo | Ida 13 y 14 - Vuelta 16 y 17 de mayo |   |                     | 28 de mayo | 28 de mayo |  |
|  |                                      |                                      |                                      |   |                     |            |            |  |
|  |                                      |                                      |                                      |   |                     |            |            |  |
|  | Brighton & Hove Albion               | 0                                    | 1                                    |   |                     |            |            |  |
|  | Brighton & Hove Albion               | 0                                    | 1                                    |   |                     |            |            |  |
|  | Sheffield Wednesday                  | 2                                    | 1                                    |   |                     |            |            |  |
|  | Sheffield Wednesday                  | 2                                    | 1                                    |   | Sheffield Wednesday | 0          |            |  |
|  |                                      |                                      |                                      |   | Sheffield Wednesday | 0          |            |  |
|  |                                      |                                      | Hull City                            | 1 |                     |            |            |  |
|  | Hull City                            | 3                                    | Hull City                            | 1 | 0                   |            |            |  |
|  | Hull City                            | 3                                    |                                      |   | 0                   |            |            |  |
|  | Derby County                         | 0                                    | 2                                    |   |                     |            |            |  |
|  | Derby County                         | 0                                    | 2                                    |   |                     |            |            |  |
|  |                                      |                                      |                                      |   |                     |            |            |  |

### Semifinales
| 13 de mayo, 19:45 | Sheffield Wednesday   | 2:0 (1:0) | Brighton & Hove Albion | Estadio Hillsborough, Sheffield                            |                                                            |
|                   | Wallace 45' · Lee 73' | Reporte   |                        | Asistencia: 34.260 espectadores Árbitro(s): Andre Marriner | Asistencia: 34.260 espectadores Árbitro(s): Andre Marriner |

| 16 de mayo, 19:45 | Brighton & Hove Albion | 1:1 (1:1) | Sheffield Wednesday | Falmer Stadium, Brighton                               |                                                        |
|                   | Dunk 19'               | Reporte   | Wallace 28'         | Asistencia: 27.272 espectadores Árbitro(s): Roger East | Asistencia: 27.272 espectadores Árbitro(s): Roger East |

| 14 de mayo, 12:30 | Derby County | 0:3 (0:2) | Hull City                                             | Pride Park Stadium, Derby                                  |                                                            |
|                   |              | Reporte   | Hernández 30' · Shackell 40' (a.g.) · Robertson 90+8' | Asistencia: 29.969 espectadores Árbitro(s): Neil Swarbrick | Asistencia: 29.969 espectadores Árbitro(s): Neil Swarbrick |

| 17 de mayo, 19:45 | Hull City | 0:2 (0:2) | Derby County                     | KC Stadium, Kingston upon Hull                             |                                                            |
|                   |           | Reporte   | Russell 7' · Robertson 36' (ag.) | Asistencia: 20.470 espectadores Árbitro(s): Michael Oliver | Asistencia: 20.470 espectadores Árbitro(s): Michael Oliver |

### Final
| 28 de mayo, 17:00 | Sheffield Wednesday | 0:1 (0:0) | Hull City | Estadio de Wembley, Londres                               |                                                           |
|                   |                     | Reporte   | Diame 72' | Asistencia: 70.189 espectadores Árbitro(s): Robert Madley | Asistencia: 70.189 espectadores Árbitro(s): Robert Madley |

- Hull City obtiene el tercer ascenso a la Premier League 2016-17 tras derrotar al Sheffield Wednesday por 1-0 en el Estadio de Wembley.

## Goleadores
Actualizado el 7 de mayo de 2016.
| Jugador             | Equipo                           | Goles |
| ------------------- | -------------------------------- | ----- |
| Andre Gray          | Burnley                          | 25    |
| Ross McCormack      | Fulham                           | 21    |
| Abel Hernández      | Hull City                        | 20    |
| Jonathan Kodjia     | Bristol City                     | 19    |
| Tomer Hemed         | Brighton & Hove Albion           | 17    |
| Nahki Wells         | Huddersfield Town                | 17    |
| Jordan Rhodes4      | Blackburn Rovers / Middlesbrough | 16    |
| Chris Martin        | Derby County                     | 15    |
| Fernando Forestieri | Sheffield Wednesday              | 15    |
| Moussa Dembélé      | Fulham                           | 15    |
| Sam Vokes           | Burnley                          | 15    |
| Alan Judge          | Brentford                        | 14    |
| Lasse Vibe          | Brentford                        | 14    |
| Gary Hooper         | Sheffield Wednesday              | 13    |
| Chris Wood          | Leeds United                     | 13    |
| Tom Ince            | Derby County                     | 12    |
| Clayton Donaldson   | Birmingham City                  | 11    |
| Nick Blackman1      | Reading / Derby County           | 11    |
| Tjaronn Chery       | Queens Park Rangers              | 10    |
| Daryl Murphy        | Ipswich Town                     | 10    |

## Premios

### Premios mensuales
| Mes        | Mánager del mes | Mánager del mes        | Jugador del mes   | Jugador del mes        | Ref.          |
| Mes        | Técnico         | Equipo                 | Jugador           | Equipo                 | Ref.          |
| ---------- | --------------- | ---------------------- | ----------------- | ---------------------- | ------------- |
| Agosto     | Chris Hughton   | Brighton & Hove Albion | Kazenga LuaLua    | Brighton & Hove Albion | [ 49 ] [ 50 ] |
| Septiembre | Aitor Karanka   | Middlesbrough          | Jordan Rhodes     | Blackburn Rovers       | [ 51 ] [ 52 ] |
| Octubre    | Lee Carsley     | Brentford              | Alan Judge        | Brentford              | [ 53 ] [ 54 ] |
| Noviembre  | Mick McCarthy   | Ipswich Town           | Daryl Murphy      | Ipswich Town           | [ 55 ] [ 56 ] |
| Diciembre  | Aitor Karanka   | Middlesbrough          | Adam Clayton      | Middlesbrough          | [ 57 ] [ 58 ] |
| Enero      | Steve Bruce     | Hull City              | Abel Hernández    | Hull City              | [ 59 ] [ 60 ] |
| Febrero    | Sean Dyche      | Burnley                | Aden Flint        | Bristol City           | [ 61 ] [ 62 ] |
| Marzo      | Neil Warnock    | Rotherham United       | Sam Vokes         | Burnley                | [ 63 ] [ 64 ] |
| Abril      | Chris Hughton   | Brighton & Hove Albion | Anthony Knockaert | Brighton & Hove Albion | [ 65 ] [ 66 ] |